# Solymár politikai élete
Solymár nagyközség Pest vármegyében található, a Pilisvörösvári járás (korábban Pilisvörösvári kistérség) második legnagyobb települése. Bár a lélekszáma már 2010-es évtized elején meghaladta a tízezer főt, a városi címet sohasem kérvényezte a település önkormányzata, büszkén viseli 1970-ben elnyert nagyközségi címét, így már évek óta Magyarország legnépesebb nagyközségének számít.
Lakosságára a rendszerváltás óta eltelt időszakban döntően az országos, sőt a megyei átlagnál is magasabb fokú közéleti aktivitás és főként a nemzeti konzervatív eszmék támogatása volt jellemző. A Parlamentbe bekerült jobboldali pártok szinte mindegyikének volt (vagy ma is van) szervezete a településen, ezzel szemben a liberális SZDSZ csak az 1990-es választáson tudott tényező lenni a helyi közéletben, az MSZP pedig a tanácsrendszer felbomlását követően majdnem negyedszázadon keresztül még csak képviselőjelöltet sem indított Solymáron.

## A település politikai élete a kezdetektől a rendszerváltásig
Az 1919-es év tanácsköztársasági időszakát megelőzően nem ismertek számottevő adatok 
arra vonatkozóan, hogy a település lakói politikával foglalkoztak volna. Hézagosan ismert a korábbi időszakból a községi bírók, törvénybírók és jegyzők személye, néhányuknak bizonyos mértékig az életrajza is, de ezekből komolyabb megállapításokat nemigen lehet levonni sem a község, sem az ő személyük politikai attitűdjével kapcsolatosan. A lakosság második világháború előtti „politikai” attitűdjéről, kevés kivétellel csak annyit tudunk, hogy a solymáriak – dacára annak, hogy túlnyomórészt német származásúak voltak – számos alkalmat megragadtak magyar érzelmű mivoltuk, nemzethűségük tanúsítására. A Tanácsköztársaság, majd a második világháború körüli időkben a közeli Budapestről érkező politikai hatások Solymárt sem hagyták érintetlenül, de a pártpolitizálás, és egyáltalán a politikában való, legcsekélyebb szintű részvétel szándéka is csak a lakosság kis hányadára volt jellemző.

### A tanácsköztársasági időszak
Az első világháborút követő nélkülözések és 1918. október 30-án lezajlott őszirózsás forradalom itt is éreztették hatásukat: néhány hónappal ez utóbbit követően a lakosok 32 pontos panaszbeadványt juttattak el dr. Mészöly László helyettes járási főszolgabíróhoz, aki 1919. február 11-én helyszíni vizsgálatot tartott, s ennek során egy szociáldemokrata párti küldött „a Solymári Szocialista Pártra” hivatkozva követelte a bíró és törvénybíró lemondását – mindez tehát arra utal, hogy akkor már volt hasonló helyi pártszervezet. A nevezettek lemondása után Taller András (1875–1932), a Nemzeti Tanács elnöke bíró, Kopp Márton (1888–1968), a Nemzeti Tanács egyik tagja pedig törvénybíró lett.
A Tanácsköztársaság kikiáltása után 1919. április 7-én került sor munkástanácsi választásra, ekkor a lakosság 34 tagú községi munkástanácsot és 10 tagú szegény földműves tanácsot választhatott. A munkástanács a saját tagjai közül választotta a 3 fős direktóriumot, ennek tagjai Wenczel Márton (?–?), Kopp Márton és Judt György (1872–1952) lettek. A fennmaradt munkástanácsi rendelkezések döntően a község érdekeit, a közrendet és a közbizalom megerősítését szolgálták, erőszakos cselekmény a mai ismeretek szerint nem történt, és nagyobb értékű rekvirálásra is csak egy esetben került sor (5 disznót rekviráltak egy 18 sertést tartó gazdától). Május 29-én Wenczel Mártont a direktórium kizárta tagjai közül, mert egy rekvirálást követően nem tudott elszámolni 5 kg liszttel és 10 kg kukoricával – a kis tételek is utalnak a szűkös viszonyokra. Wenczel utóda Eschler József (1887–1968) lett; Judt György a nyáron szintén lemondott, utódaként Binder Tamást (1883–?) választották a direktóriumba.
A tanácskormány lemondása után újjáalakult a régi községi elöljáróság és képviselőtestület, mely kimondta, hogy a forradalmi alakulatok által elkövetett jogtalanságokat elítéli és visszahelyezi hivatalába a visszaélésekkel vádolt, és emiatt lemondatott Perágovics Márton (1862–1948) törvénybírót. (John György (1876–1919) volt bíró időközben meghalt.) Az ellenforradalmi időszak a forradalmi bizottságok tagjainak letartóztatását hozta el a településen, néhányukat nyilvánosan megbotoztatták, illetve megalapozatlan vádak alapján, vagy vádemelés nélkül több hónapra internálták őket; egyebekben komolyabb erőszak, kegyetlenkedés nem történt.

### A második világháború évei
A két világháború közötti időszakból csekély, a témába vágó biztos adat ismert, míg a második világháború éveiből annyi kezelhető tényként, hogy a Volksbund és a Nyilaskeresztes Párt rendelkezett solymári szervezettel. Igen valószínű, hogy a Szociáldemokrata Pártnak is lehetett helyi csoportja, erre az enged következtetni, hogy az elérhető források mindegyike „régi szociáldemokrata vezető” megjelöléssel említi azt a Wenczel Mártont (1902–1945), aki bár szívből üdvözölte a szovjetek győzelmét Hitler felett, nem úszhatta meg, hogy málenkij robotra el ne hurcolják, majd ennek során ki ne végezzék.
A Volksbund solymári szervezetének tagnévsora is fennmaradt, melyen 157 személy neve szerepel (a lélekszám ebben az időben 4100 fő körül volt); a tagság zöme a szegény népréteghez tartozott, akiket könnyű volt megtéveszteni az életkörülmények javulásának ígéretével. Sok tag ki is lépett, megtudván, hogy az itteni férfiaknak a német SS kötelékébe való toborzásában is szerepet kellene vállalniuk, de a kilépéseket a vezetőség politikai okokból nem jegyezte fel, a kilépetteket is tagként tartották nyilván. Olyanok alig néhány tucatnyian lehettek, akik a hitleristákat aktívan támogatták és segédkeztek a kényszerű SS-sorozás elől bujkálók felkutatásában, ők – összesen 25 család – a közeledő szovjet hadsereg elől 1944. október végén szervezetten nyugatra menekültek és nem is tértek vissza.
A Volksbund-szervezet alapító elnöke Wiederhall József (1909–?), alelnöke Taller János (1896–?), az ifjúsági csoport elnöke Voko Károly (1921–?), alelnökei Taller Mária (1923–?), John János (1922–1944) és Rappl Mária (1925–?) voltak. 1944-ből egy adat Gruber Jakabot (1900–?) említi a szervezet elnökeként; a szervezet fő helyi agitátora a Tolna megyéből ide költözött – a Volksbund országos vezetésében is szerepet vállalt – Zirkelbach Ádám (1915–?) volt.
A Nyilaskeresztes Párt helyi szervezetéről sem névsor, sem létszámadat nem ismert. A pártszervezet ifjúsági vezetője volt Róth Mátyás (1921–1945) és vezetőségi tag volt Szilaj (Noszanovits) Tivadar (1925–1990). A helyi nyilaspárti szervezetről annyi ismert még, hogy a háború végén, 1945-ben számszerűleg 4 nyilas vezető ingatlanait kobozták el a község területén, de az érintettek neve ismeretlen.

### A pluralista évek
A háború végét követően, nem sokkal a front elvonulása után a község papja, a bíró és a jegyző közösen keresték fel Kopp Mártont, a Tanácsköztársaság solymári direktóriumának volt elnökét, azzal a kéréssel, hogy szervezze meg a Magyar Kommunista Párt solymári szervezetét, ami által a község megnyerheti a szovjet megszállók jóindulatát. A szervezet megalakításához pár nap is elég volt, az alakuló ülés 1945. március 1-jén zajlott, fél évvel később pedig a szervezetnek már 220 tagja volt.
Két héttel a helyi MKP-szervezet alakulása után sor került a háború utáni első falugyűlésre is, ahol 12 fős vezetőséget választottak, ebből a községfelelős Kopp Márton, a tömegszervező pedig a szintén ’19-es Eschler József lett. Rövidesen, még tavasszal megalakult a kisgazdák és a Szociáldemokrata Párt solymári szervezete is; az előbbi szervezet vezetősége 13, utóbbié 12 fős volt. A Nemzeti Bizottság solymári szervezete 1945. április 26-án alakult meg 9 taggal, akiket az említett három párt delegált egyező arányban; az elnök Kopp Márton lett, a járási Nemzeti Bizottságba pedig rajta kívül Schäffer Bernátot (1904–1980) delegálta a község, utóbbit kisgazda színekben.
Az első, 1945-ös nemzetgyűlési választásokra 1945. november 4-én került sor, ekkor a solymári szavazók 60%-a a Független Kisgazdapártra, 20%-a a Szociáldemokrata Pártra, 18%-a a Magyar Kommunista Pártra, 1-1% pedig a Nemzeti Parasztpártra és a Polgári Demokrata Pártra szavazott.
A következő évek durván átalakították a település lakosságának arculatát, a még ekkor is túlnyomó többséget alkotó német lakosság kb. 60%-át kitelepítették, helyükre előbb az önálló gazdálkodás terén minimális tapasztalattal bíró dél-borsodi summásokat, majd a csehszlovákiai lakosságcsere kapcsán kényszerrel áttelepített felvidéki magyar gazdacsaládokat és erdélyi áttelepülőket költöztettek. A kitelepítést követően újjászervezték a falut vezető Nemzeti Bizottságot, a 15 fős grémiumba immár 5 szervezet, az MKP, az SZDP, az FKGP, az NPP és a Földműves Szövetkezet 3-3 tagja került; az elnöki tisztet pedig az MKP-delegált Szalay Lajos kapta meg, de 1947 körül újból Kopp Márton lett a bizottság vezetője. A szervezet ezen időszakra eső legjelentősebb döntése az volt, hogy a nemzeti bizottság egységesen foglalt állást a német kitelepítés 1948-ra tervezett folytatása ellen, habár a tagságban kisebbségben voltak a sváb származásúak.
1947-1949 között a Nemzeti Bizottság összetétele gyakran változott, újabban alakult szerveződések is delegáltak tagokat a grémiumba, melynek tagjai között növekvő arányban szerepeltek újonnan betelepült lakosok. Helyet kért magának a Földmunkások és Kisbirtokosok Országos Szövetségének (FÉKOSZ) 1946-ban alakult solymári szervezete és az Újbirtokosok és Földhözjuttatottak Országos Szövetsége (UFOSZ) helyi szervezete is – ezek 1948-ban a Dolgozó Parasztok és Földmunkások Országos Szövetsége (DÉFOSZ) solymári szervezete néven egyesültek.
Az 1947. évi országgyűlési választáson Solymáron 1279 választópolgár szavazott, a háborús mortalitás és a hadifogság ellenére majdnem 3 tucattal több férfi, mint nő, az itteni szavazóhelyiségekben ugyanis két teherautónyi budapesti, munkás kinézetű férfi is szavazott – mint kiderült, ők a falu mind a hat szavazóhelyiségét felkeresték, tehát kb. 150 szavazatot adtak le szabálytalanul. A választást így a Magyar Kommunista Párt nyerte 537 szavazattal (42%), a Magyarországi Szociáldemokrata Párt 289 szavazattal a voksok 23%-át szerezte meg, harmadik helyre a Demokrata Néppárt futott be 209 szavazattal (17%), ily módon a Független Kisgazda-, Földmunkás- és Polgári Párt az 5. helyre csúszott vissza a megszerzett 57 szavazatával (4%), mert még a Magyar Függetlenségi Párt is megelőzte 94 szavazattal (7%).
1948-ban a két munkáspárt egyesülése és a Magyar Dolgozók Pártja megalakulása rövid időn belül hatást gyakorolt a község vezetésére: a régi elöljáróság lemondott, helyettük újat választottak, akik nagyrészt MDP-jelöltek és egy kivétellel újgazdák voltak. 1948. november 6-ától a bíró Duba András (1904–1985), a törvénybíró Kakuk Mátyás (1910–1966) lett; az új elöljáróság átvette a Nemzeti Bizottság szerepét is. A bírói poszton a következő másfél évben még két váltás is történt, mígnem az újonnan felálló tanácsrendszer vette át a községvezetés feladatait.
1949. február 25-én egy újabb politizáló grémium is alakult, Magyar Függetlenségi Népfront Solymári Bizottsága néven, ennek funkciója és feladatköre nem ismert. A 7 tagú testületben 6 tag szintén újgazda volt és csak egy fő volt régi solymári; az elnököt, Kakuk Mátyást és két tagot az MDP delegálta, a további tagok az FKGP, a DÉFOSZ, az EPOSZ és az MNDSZ jelöltjei voltak.
Az 1949. évi országgyűlési választáson a névjegyzékbe vett 1726 lakosból 1644 szavazott; 11 szavazat érvénytelen volt, 4 ellenszavazat érkezett, az összes többi szavazatot a (1629, 99,08%) a népfront jelöltjeire adták.

### A tanácsrendszer első évei
Az 1950. októberi tanácsválasztáson Solymár valamennyi választópolgára urnához járult, s a tanácstagjelöltek 2067 szavazatot kaptak (ellenszavazat mindössze egy született). Ekkor 81 tanácstagot választottak, akik közül huszonnégyen nők voltak; foglalkozásukat tekintve 22% volt egyéni gazdálkodó és 4% értelmiségi, az összes többi tanácstag munkás, tsz-tag vagy „egyéb” besorolású személy volt. Elnöknek Sánta Ferenc későbbi író, ekkor bányamunkás feleségét (1925–2007) választották, helyettese egy régi solymári, Reményi András (1920–1974), a vb-titkár pedig egy újgazda, László Antal (1915–1980) lett.
Sánta Ferencné mintegy fél év után elkerült a községből; utóda az addigi helyettes lett, őt azonban nem sokkal később büntetőeljárás alá vonták az egyik helyi szövetkezeti üzem elszámolási problémái miatt, és a szövetkezet elnökével együtt börtönbüntetésre ítélték. Utóda 1952-től Kozma László (1921–2001) lett, aki két év után lemondott; őt követve 1954-ben, pár hónap leforgása alatt ketten is ültek a tanácselnöki székben. Közben a vb-titkári poszt betöltői is sűrűn váltották egymást [László Antalt más ügyben szintén bebörtönözték, utódai gyakori helycseréinek okai nem ismertek], mígnem 1954-től a tisztségre Seres Istvánt(1928–2007) nevezték ki, a tanácselnök pedig 1955-től ismét Kozma László lett.
A Magyar Dolgozók Pártja helyi szervezetének titkára 1950-ben Erdős László (1925–1994) volt, őt Pallai József (?–?), majd 1956-ig Erős Gyula (1902–1968) váltotta. Seres István könyve további 6 személyt említ, akik szerepet vállaltak ebben az időszakban a pártszervezet vezetésében; az említett három főhöz hasonlóan ők is mind 1945 után Solymárra költözött személyek voltak.

### Az 1956-os forradalom
Az 1956. október 23-i fővárosi események híre szinte azonnal eljutott Solymárra is, ahol főleg a fiatalok váltak izgatottá, ezért a tanács végrehajtó bizottsága indokoltnak látta polgárőrség felállítását a higgadtabb emberekből, a közrend megóvása végett. Amikor pedig október 25-én olyan rémhírek terjedtek el, hogy a tanácsházára fegyverek érkeztek, amivel hátba akarják támadni a forradalmárokat, a faluvezetés gyűlésre hívta a fiatalságot és John János (1914–1987) népfrontelnök javaslatára a fiatalokat bízták meg a rendfenntartási feladatok ellátásával. 27-ére a népfront elnöke újabb gyűlést hívott egybe, majd 29-én megválasztották a Nemzeti Tanács helyi tagjait, egyenkénti nyílt szavazással, egyhangú döntéssel.
A Nemzeti Tanács elnöke Csomay Ödön (1900–1987), 1938–1949 közötti solymári főjegyző, titkára a hivatalban lévő vb-titkár, Seres István lett; további 19 tagjából tízen voltak régi solymáriak, ketten pedig az iskola pedagógusai. A Nemzeti Tanács a megválasztás napján azonnal megalakult, a falu körzeti megbízottját bízta meg a polgárőrség további vezetésével és megerősítették, hogy a 16 tagú fegyveres polgárőrség mellé huszonnégy fiatalt is beosztanak szolgálatra. Abban az időben solymári lakos volt az MDP járási pártbizottságának első titkára, Baráth Károly, ezért a polgárőrség az ő lakása környékére állandó őrséget adott, hogy megóvják az atrocitásoktól.
A községben a forradalom szinte eseménytelenül zajlott le, a legkomolyabb események közé tartozott, amikor egyes, helyi lakos párttagokat támadó plakátok jelentek meg az utcákon, vagy amikor valakik leverték a temetőben lévő szovjet emlékműről a vörös csillagot. November 4-én, a szovjetek bevonulásának hírére fiatalok egy csapata a tanácsháza udvarán benzinespalackokat kezdett tölteni, hogy azokkal támadják majd meg a községbe bevonuló  tankokat, de a község vezetőinek sikerült meggyőzniük őket e terv tarthatatlan voltáról, így amikor november 8-án a szovjet tankok valóban bevonultak Solymárra, semmi inzultus nem érte őket a lakosság részéről. 1957-ben hivatalosan is megállapítást nyert, hogy a községben a forradalommal összefüggésben kirívó esemény nem történt, így nem is vontak felelősségre senkit sem.

### A település vezetői a kezdetektől a rendszerváltásig

#### Községi bírók
- Stipan Gyuli (?–?) – neve az 1703-as évből került elő, más adata nem ismeretes.
- Potosics János (?–?) – az 1710-es évben töltötte be a tisztséget, más adata nem ismeretes.
- Matthias Jud (?–?) – 1715-ben volt a falu bírája, e tisztségében az első, aki a neve alapján az ekkoriban ide költözött új telepesek köreiből került ki. Ilyen nevű család (Judt névírásmóddal) jelenleg is él a településen.
- Andreas Frér (?–?) – 1716-ból említik bíróként, más adata nem ismeretes.
- Thomas Landold / Landholt (1686k.–1759) – 1720-ban volt bíró, a tisztség betöltői közül ő az első, akinek halálozási, és valószínűsíthető születési adatai is ismertek.
- Nikolaus Milbich (?–?) – 1725-ben volt bíró, vezetékneve Milbig, Millpech, Milvics alakban is felbukkan a forrásokban. A 20. században a Milbich a három leggyakoribb családnév volt a településen, ma sem ritka.
- Anton Baumgartner (?–?) – 1728-ban viselte a tisztséget, akkor már több mint húsz éve élt Magyarországon. Több anyakönyvi adat ismert róla, de születési-halálozási adatai ismeretlenek.
- Andreas Taller (?–?) – 1744-ben állt a bírói poszton, kiléte egyébként nem ismert. A 19. században a Taller a leggyakoribb solymári családnév volt, a 20. században pedig a három leggyakoribb név egyike.
- Andreas Potacsics (?–?) – 1756-ban volt bíró, más adata nem ismeretes.
- Hartmann János (1728?–?) – 1769-ben volt bíró, a tisztség betöltői közül valószínűleg az első olyan, aki már magyar földön látta meg a napvilágot.
- Laurentio Taller / Taller Lőrinc (?–?) – 1770-1771-ben volt bíró.
- Halubka / Halupka József (?–?) – 1844-ben volt községi bíró. Azonossága nem teljesen biztos, de valószínűleg 1802 körül született és 1867-ig élt.
- Milbich József (?–?) – 1847-ben volt bíró. Azonossága nem teljesen biztos, de valószínűleg 1792 körül született és 1870-ig élt.
- Ringler Márton (1811–1867) – a falu első olyan bírója, akinek tevékenységéről egy valós történelmi adatokon alapuló történet is fennmaradt: 1849-ben ugyanis a lakosság a falun átvonuló szabadságharcos seregek rekvirálása elől igyekezett elrejteni a lovait, s amikor ez kitudódott, az egység vezetője elfogatta Ringler Mártont és elhurcolták, azzal a céllal, hogy kivégezzék. A bíró életét az mentette meg, hogy kevéssel utóbb a nemzeti sereg fővezére, Görgei Artúr is a faluba érkezett, és a plébános kérésére futárt menesztett a már elvonult tüzérek után azzal a paranccsal, hogy engedjék őt szabadon.[10] 1849-től 1864-ig többször is állt a bírói poszton.
- Milbich János (1815k.–1883) – 1853-ban volt bíró. 17 gyermeke közül a harmadikként született Mátyás szintén viselte egy időben a bírói tisztséget; a 14.-ként született Mihály pedig az első solymári rózsaesküvő vőlegénye volt.
- Thaller Péter (?–?) – Milbich János után, pontosan nem ismert időpontban volt bíró, névazonosságok miatt a kiléte is bizonytalan.
- Zwickl János (?–?) – Thaller Péter után volt bíró, kiléte bizonytalan, valószínűleg 1824 körül született és 1898-ban hunyt el.
- Wiest / Wieszt Mátyás (1821–1901) – Zwickl János után volt bíró, pontosan nem ismert időpontban; időskorában (a 60 éves kort túllépve) haláláig egyházfi és harangozó volt.
- Thaller Márton (?–?) – 1876-ban és 1880-ban is ő volt a bíró. Névazonosságok miatt a kiléte további információk hiányában nem állapítható meg.
- Schäffer Bernát (1850–1926) – feljegyzések szerint 9 éven keresztül volt a község elöljárója (nem egyhuzamban); annyi biztos, hogy az 1882-es évben ő töltötte be a bírói tisztséget. A falu legmódosabb iparosai közé tartozhatott, mészáros volt.
- Milbich Mátyás (1839–1922) – Milbich János korábbi bíró fia volt, 5 éven át viselt bírói tisztséget, egyébként szőlősgazda volt.
- Pillmann Mátyás (1834–1927) – Négyszer választották bírónak, a tisztséget 5 éven át viselte, az 1889 körüli időszakban. 1990-ben utcát is elneveztek róla a faluban.
- Taller János (?–?) – Pillmann Mátyás után volt bíró, kiléte a névazonosságok miatt, egyéb információ hiányában nem állapítható meg.
- Taller József (1862–1938) – az 1900 és 1912 közti időszak zömében volt a község bírája. Jómódú gazda volt, aki nagyvendéglőt építtetett a faluban (ma itt található a kultúrház), idős korában pedig nagyharangot adományozott a templomnak.
- Wenczel István (?–?) – 1910. utolsó hónapjaiból említi bíróként több okirat. Névazonosságok miatt a kiléte nem ismert.
- Zwickl Mihály (1851–1914) – fél évig volt községi bíró az 1910-es évek elején. Egyik veje Kopp Márton későbbi törvénybíró, a tanácsköztársaság és az 1945-1950 közti évek egyik faluvezetője volt.
- Pillmann Márton (1876–1966) – a település mindössze három nazarénus vallású családjában született, távolabbi rokona volt a korábbi, azonos családnevű bírónak. 1910 és 1913 közt keletkezett iratok említik községi bíróként, később egy ideig a szocialista párt helyi elnöke volt. A Tanácsköztársaság alatt ugyan nem töltött be vezető szerepet, de szocialista nézetei miatt őt is megkísérelték felelősségre vonni.
- John György (1876–1919) – 1915 decemberétől 1918 végéig volt bíró; az őszirózsás forradalom után visszaélésekkel és korrupciós cselekményekkel meggyanúsítva lemondatták, a Tanácsköztársaság leverése után viszont rehabilitálták. Vissza már nem térhetett posztjára, mert 1919 nyarán elhunyt. (Nincs adat arra, hogy halála összefüggött volna a közélet alakulásával.)
- Perágovics Márton (1862–1948) – Három évig volt községi bíró, 1920-1923 között.
- Taller András (1875–1932) – Taller József korábbi bíró öccse volt; 1918 végén lett a solymári Nemzeti Tanács elnöke, majd 1919 februárjától egy éven át a falu bírója. Három év szünet után újra elvállalta a megbízatást, amit másodjára egészen haláláig viselt.
- Wittmann István (?–?) – 1933 és 1937 között volt bíró. Névazonosságok miatt a kiléte csak valószínűsíthető.
- Milbich János (1901–1968) – 1937 és 1948 között töltötte be a bírói tisztséget. Módos építőanyag-kereskedő és -fuvarozó volt, több homokbányát is bérelt; a második világháború után Majtényi névre magyarosított.
- Duba András (1904–1985) – a felvidéki Hontvarsányról települt Solymárra; már 1948. február 22-én az Újbirtokosok és Földhözjuttatottak Országos Szövetsége (UFOSZ) jelöltjeként került be a solymári Nemzeti Bizottságba, mint titkár. 1948. november 6-ával kapott bírói kinevezést egy évre, még abban az évben a rövid életű hitelszövetkezet elnöke is lett, a következő évben pedig ott találjuk a nevét a 18 Tszcs-alapító családfő között is. Halála után a Magyar Néphadsereg saját halottjának nyilvánította.
- Kakuk Mátyás (1910–1966) – Mezőkövesdről települt Solymárra, ahol rögtön megválasztották az UFOSZ helyi elnökének; 1948 novemberében törvénybírói, egy évvel később pedig községi bírói kinevezést kapott, mindkét megbízatása egy-egy évre szólt. 1949-ben Népfront-elnöki tisztséget is viselt.
- Redetzky Kálmán (1897–1953) – érsekvadkerti születésű, felvidéki középparasztként került Solymárra, ő volt a falu utolsó bírója, a tisztséget az 1950. késő őszén tartott tanácsválasztás előtt töltötte be, néhány hónapon keresztül. Vadászbalesetben vesztette életét.[5][7][11]

#### Törvénybírók
- Perágovics Márton (1862–1948) – kinevezési ideje nem ismert, csak az a biztos, hogy egy 1918. évvégi tiltakozó nagygyűlés után, 1919. február 11-én lemondatták, az élelmiszer-elosztás terén elkövetett korrupciós cselekmények és visszaélések gyanújával. A Tanácsköztársaság leverése után rehabilitálták és visszahelyezték hivatalába. Három évig községi bíró is volt, 1920-1923 között.
- Kopp Márton (1888–1968) – 1919. tavaszán, még a tanácsköztársaság kikiáltása előtt választották törvénybírónak, majd kevéssel utóbb a solymári direktórium tagja lett. Életútját bővebben részletezi a Községi bírók szakasza.
- Wittmann István (?–?) – 1931-ben törvénybírói tisztséget viselt, később 1933-tól 1937-ig a falu bírája lett. Életútját bővebben részletezi a Községi bírók szakasza.
- Draxler Tamás (1888–1969) – az 1930-as évek elejétől 1945-ig volt solymári törvénybíró. A kitelepítés alól mentesülve, közel negyed századdal később hunyt el.
- John (Jármai) György (1897–1976) – az 1945. május 6-án felállt új községi elöljáróságban ő kapta a törvénybírói tisztséget, emellett az első és a második Nemzeti Bizottságban is a három kisgazdapárti tag egyike volt.
- Kakuk Mátyás (1910–1966) – 1948-1949 között volt törvénybíró. Életútját bővebben részletezi a Községi bírók szakasza.

#### Tanácselnökök
- Sánta Ferencné Harmati Ilona (1925–2007) – Sánta Ferenc későbbi író (akkor még pilisszentiváni bányász) fiatal felesége alig 25 évesen kapott megbízatást a tanácsrendszer megszervezését követően az első solymári tanács vezetésére, az 1950. október 27-i alakuló ülésen. Kevesebb mint egy évig volt tanácselnök, családjával az 1951-es év folyamán elkerült a környékről.
- Reményi András (1920–1974) – régi solymári család szülöttje volt, 30 évesen tanácselnök-helyettes, a fiatal vb-elnöknő távozása után pedig tanácselnök lett. 1952-ben bűnvádi eljárás indult a helyi Dózsa Tszcs gazdálkodása kapcsán, s ebben őt is vétkesnek mondták ki, amiért néhány hónapi börtönbüntetésre ítélték. Ezután már nem tért vissza a közéletbe, legmagasabb ismert tisztsége a későbbi időszakból lisztcseretelep-vezető volt.
- Kozma László (1921–2001) – felesége solymári tanári kinevezése miatt került a községbe, az 1950-es évek elején, akkor már mintegy fél évtizedes közigazgatási tapasztalattal. Előbb Reményi András után lett vb-elnök két évre, majd alig több mint egy év szünet után ismét felkínálták neki a tisztséget, mivel e rövid idő alatt két kollégája is viharos gyorsasággal távozott a posztról. Ő állt a község élén az 1956-os forradalom alatt is; higgadtsága is közrejátszott abban, hogy a település atrocitás nélkül élte túl ezeket a heteket. 1958-tól nyugdíjazásáig közüzemi cégek vezetői tisztségeit töltötte be, és sok része volt abban, hogy Solymár ebben az időben a térség átlagához képest is jóval gyorsabb ütemben fejlődhetett.
- Gábos Lajos (?–?) – személyéről nagyon kevés adat ismert, felülről helyezték a községbe. 1954. február 4-től foglalta el a solymári vb-elnöki széket és pár hónap alatt teljesen elvesztette a belé helyezett bizalmat; a vele szemben benyújtott temérdek panasz miatt 1954. augusztus 13-án leváltották.
- Erdős Lajos (?–?) – Gáboshoz hasonlóan felülről helyezték a település élére, de már komoly közigazgatási múlttal rendelkezett (korábban a Budai Járási VB mezőgazdasági osztályát, majd a Pest megyei VB panaszirodáját vezette). Gábos menesztése után soron kívül került a tanácstestület élére, majd az 1954 őszi tanácsválasztáson megerősítette pozícióját; ismeretlen okból 1955-ben mégis távozott a posztról.
- Dauner Ferenc (1927–1981) – régi solymári iparoscsalád leszármazottja, 1958-1963 között volt tanácselnök; előtte már tanácselnök-helyettes is volt Kozma László mellett.
- Dr. Szabó Ferenc (1929 –) – 1963-1968 között volt tanácselnök.
- Kovács Béláné Szikora Mária (1929–1994) – községházi tisztviselőből lett tanácstag, majd tanácselnök 1968–1971, illetve 1973–1980 között.
- Varga Ernő (?– ) – 1971–1973 között volt solymári tanácselnök, sem előtte, sem utána nem volt sok köze a községhez, aktív élete nagy részében Nagykovácsiban töltött be különböző közéleti funkciókat.
- Bognár Lajos (1942– ) – Jugoszlávia magyarlakta területén, Piros településen született, de gyerekkorától Solymáron nevelkedett; a PEMŰ szakszervezeti bizottsági titkáraként nyerte el a tanácselnöki megbízatást, amit 1980-1985 között viselt. 1985-ben még beválasztották az akkor felállt községi pártbizottság tagjai közé is, de még a rendszerváltás előtt teljesen visszavonult minden közéleti szerepléstől.
- Bogdán Istvánné Solti Mariann (1944–1998) – Solymár utolsó tanácselnöke, Bogdán István heraldikus szakember nyomdász végzettségű felesége a helyi kultúrház vezetőjeként került kapcsolatba a solymári közélettel, 1985-től 1990-ig tartó tanácselnöki megbízatása alatt több merész lépéssel tette emlékezetessé a személyét (személyesen támogatta egy új templom építését, helyi lap és nyugati partnerkapcsolat alapításánál segédkezett, és segítette a kelet-európai térség első Waldorf-óvodájának itteni megtelepedését, stb.). A rendszerváltás után egy választási ciklusra eltűnt a közéletből, de 1994-től ismét képviselői mandátumot szerzett, amit haláláig viselt.

## Általános önkormányzati helyzetkép a rendszerváltás óta
1990 és 2010 között, a hasonló lélekszámú településekhez hasonlóan 14 képviselő alkotta a nagyközségi képviselő-testületet, a rendszerváltás utáni első önkormányzati ciklusban szabad demokrata és fiatal demokrata tagjai is voltak a képviselő-testületnek a többséget alkotó független képviselők mellett, 1994 és 2006 között viszont (két kivétellel) kizárólag olyan személyek kerültek be a testületbe, akik függetlenként (többnyire valamilyen helyi választási csoport tagjaként, de pártpolitikai hovatartozás kinyilvánítása nélkül) indultak a választásokon. A 2006-2010 közti ciklusban kis számú fideszes képviselő jutott a testületbe a függetlenek többsége mellett.
Alapvető változásokat hozott a helyi közéletben a 2010-es év: azóta a solymári képviselő-testületet a polgármester és 11 képviselő alkotja, utóbbiak közül 8 egyéni, 3 kompenzációs listás mandátummal kerül a testületbe. A 2010-2014-es ciklusban 9 fideszes (8 képviselő + polgármester) testületi tag mellett a Solymári Környezetvédők Egyesülete, a Jobbik és az LMP egy-egy képviselője került az önkormányzati testületbe (2013-ban az LMP-s képviselő „frakciót” váltott, attól fogva a ciklus végéig a PM-et képviselte, a jobbikos képviselő pedig a mandátum utolsó fél évére, a pártjából kilépve függetlenné vált).
A 2014-es választáson a polgármester elnyerte az egyik egyéni képviselői mandátumot, így 11 fős képviselő-testület alakulhatott, 8 fideszes, és a kompenzációs listás mandátumok révén 1-1 MSZP-DK-s, Jobbikos és Együtt-PM-es képviselővel. Az előző ciklushoz képest a 2014-ben felállt testületbe mindössze két új tag került, egyikük a korábban már az Országgyűlést is megjárt Murányi Levente lett, aki pedig néhány hónappal a választást követően lemondott mandátumáról; lemondását követően a képviselői mandátumát egy fiatal párttársa kapta meg.
A rendszerváltás óta eddig még minden solymári képviselő-testület kitöltötte a 4 éves ciklusát, képviselő-testületi tagságban történt változásra, időközi választásra csak egyes képviselők halála vagy lemondása miatt került sor, néhány esetben.

## Önkormányzati választási ciklusok

### Az 1990-es önkormányzati választás

#### A jelöltek
A rendszerváltás utáni első szabad önkormányzati választáson 38 képviselőjelölt és 4 polgármesterjelölt indult; a képviselőjelöltek közül 20 indult függetlenként, 9 fő a Szabad Demokraták Szövetsége, 2 fő a Magyar Demokrata Fórum, 2 fő a Független Kisgazdapárt, 2 fő a Fiatal Demokraták Szövetsége, 1 fő a Kereszténydemokrata Néppárt jelöltje volt, illetve két fő közös jelöltként indult, az MDF és a Kisgazdapárt együttes támogatásával. A polgármesteri posztért négy fő indult: három független és egy szabad demokrata jelölt.
Eredetileg jelöltet kívánt állítani a település korábban még erős MDF-szervezete is (a rendszerváltó pártok közül ők szervezték meg legelőször a solymári szervezetüket), de a választás előtti hónapokban kipattant belviszályok miatt a szervezet polgármesteri aspiránsa, kevesebb mint egy hónappal a választás előtt (az 1990. szeptember 3-án tartott közgyűlésen) bejelentette, hogy nem indul a polgármesteri tisztségért. Érdekesség még, hogy a korábbi tanácstagok közül mindössze 3 fő vállalta, hogy az új rendszerben is elindul a választáson; egyikük Marlokné Cservenyi Magdolna volt, aki az egész faluban egyedüliként egészen 2014-ig minden egyes választáson elindult és mandátumot szerzett (önkormányzati vagy nemzetiségi képviselőként), tehát a 2014-2019-es ciklus végéig ő volt a település közéletének legrégebbi önkormányzati múltú szereplője.

#### A választás

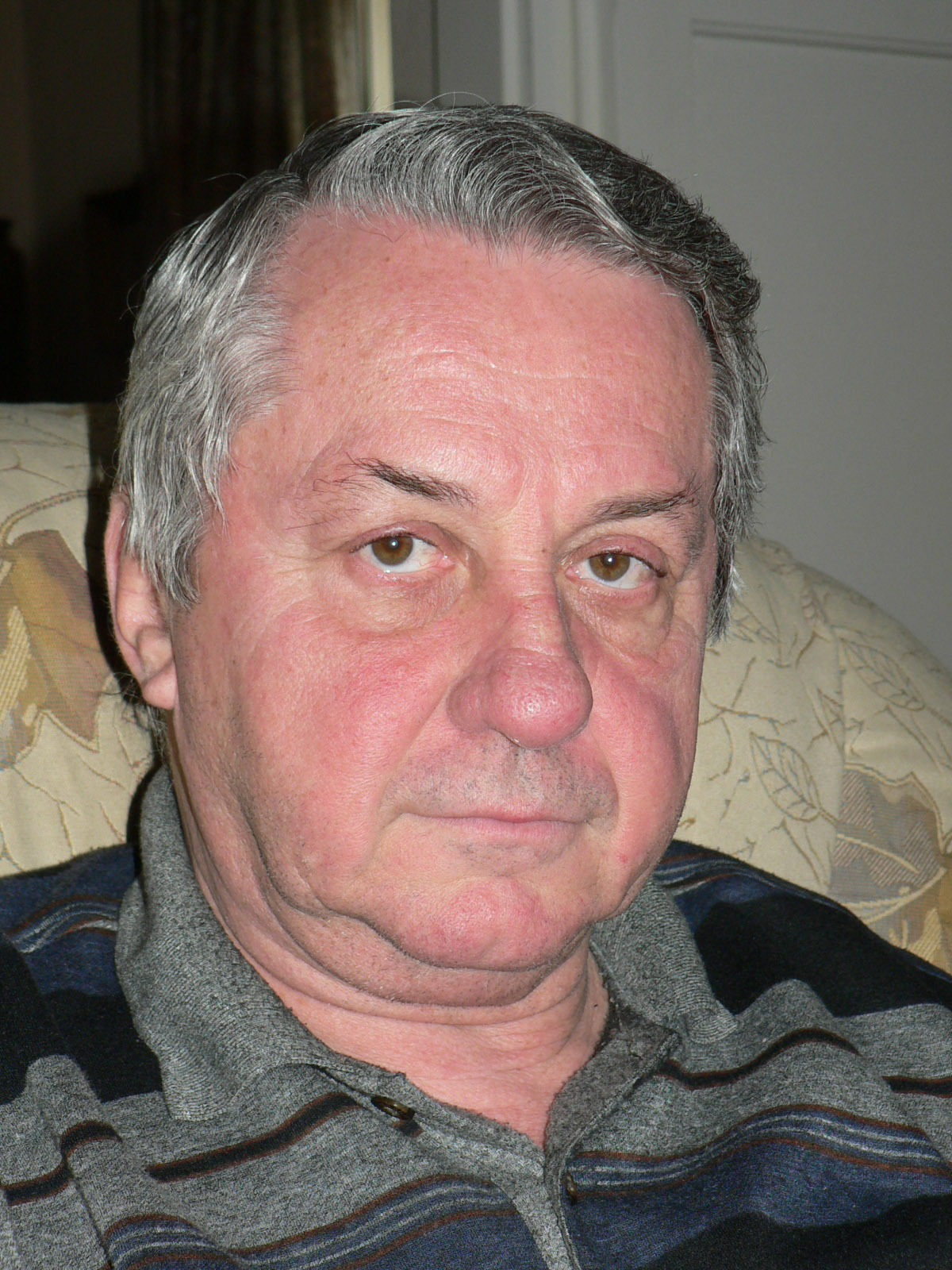
Dercsényi Péter (2007)

Az 1990. szeptember 30-án tartott választáson a 4428 szavazásra jogosult solymári lakos valamivel több mint 55 százaléka jelent meg, a polgármesterjelöltekre 2456 (55,47%), a képviselőjelöltekre 2437 fő (55,04%) szavazott. A polgármesteri posztot nagy fölénnyel, 1018 szavazattal a szabad demokrata Dercsényi Péter (1943– ) nyerte, mögötte a második helyezett is csak 705 szavazatot kapott. A képviselőjelöltek közül, kislistás választási módszer szerint 13 fő jutott mandátumhoz, közülük 9 volt független, 3 szabad demokrata, 1 fő pedig a Fidesz jelöltje volt; konzervatív pártok által támogatott jelöltek még az első húsz közé sem kerültek be. A legtöbb szavazatot (1529) dr. Taller János (1935– ), a község egyik háziorvosa kapta, őt követve a második és negyedik helyet is SZDSZ-jelöltek érték el; a tizenharmadikként (tehát utolsó helyen) bejutott, szabad demokrata John Tibor (1943–1992) mandátumszerzéséhez 785 szavazat kellett.

#### A választás után

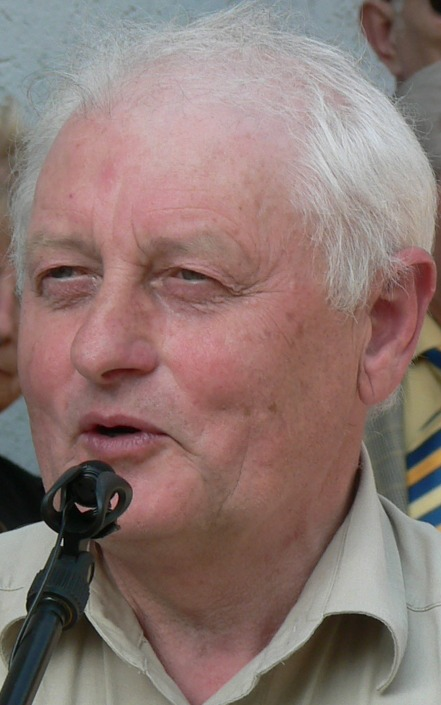
Mentesi József 2006-ban

A választás után az új polgármester Mentesi József (1942– ) független (nemzetiségi kisebbségi) jelöltet kérte fel alpolgármesterének; mindketten kitöltötték a négyéves ciklust. A testület összetétele egyetlen ponton változott ebben a négy évben; John Tibor 1992-ben bekövetkezett halála után a lista 14. helyezettje, egy fideszes jelölt jutott képviselői mandátumhoz, ezáltal az SZDSZ frakciója 4-ről 3 fősre apadt, a fideszes frakció pedig 2 tagúvá vált.

### Az 1994-es önkormányzati választás

#### A jelöltek
Az 1994-es választáson 29 fő indult a képviselői mandátumokért, és már csak két fő szállt ringbe a polgármesteri posztért. Ebben az évben első alkalommal nyílt lehetőség arra, hogy a jelentős nemzetiségi kisebbséggel bíró települések kisebbségi önkormányzatot alakíthassanak, ezt a solymári német nemzetiség is kihasználta, és a lehetséges képviselői helyekkel azonos számú, 5 jelölt indult a választáson.
A képviselőségért 20 független, 3 szabad demokrata, 3 munkáspárti és 1 KDNP-s jelölt (azonos az 1990-es választás KDNP-s jelöltjével) indult; 1 fő a Magyar Demokrata Fórum és a Solymári Környezetvédők Egyesülete közös jelöltje volt (azonos az 1990-es választás egyik közös jelöltjével), 1 fő pedig a Nagycsaládosok Országos Egyesülete jelöltjeként indult. A polgármesteri posztért a hivatalban lévő polgármester, Dercsényi Péter SZDSZ-színekben indult; egyetlen ellenfele, aki az előző négy évben független képviselőként vett részt a testületi munkában, ezúttal is függetlenként versengett. A kisebbségi jelöltek az egyik helyi nemzetiségi egyesület támogatását élvezték.
Érdekes, hogy a jelöltek jelentős része, bár pártkötődést nemigen vállalt, választási csoportokba szerveződött, hogy egyértelműbb legyen a választók számára, kik milyen alapvető elvekkel értenek egyet. A nagyobbik, „Így ne tovább!...” nevet viselő választási csoport 14 fős volt (pontosan ennyi volt a képviselői helyek száma is), ehhez tartozott a hivatalban lévő polgármestert kihívó Enczmann László (1946– ), a rendszerváltás előtti utolsó tanácselnök, Bogdán Istvánné (1944–1998), aki 4 év kihagyás után újból bekapcsolódott a helyi közéletbe, valamint az egyetlen KDNP-s jelölt, Sólyom Mátyás (1954–1998) is. Egy másik választási csoportosulás a Solymári Választási Szövetség nevet viselte, ennek 6 tagja között szerepelt a 3 SZDSZ-es jelölt közül kettő, és négy független jelölt, mindannyian vállalkozók. A független jelöltek egyike korábban ürömi-pilisborosjenői tanácselnök volt; ugyanebben a csoportosulásban vett részt Emesz Lajos (1950– ) későbbi polgármesteri aspiráns, majd alpolgármester is.

#### A választás
Az 1994. december 11-i választáson a szavazásra jogosult 5170 fő közül 2530 fő járult az urnákhoz, ami mintegy 49%-os részvételi arányt jelentett. A polgármesteri tisztséget nagy szavazatkülönbséggel, 1468 szavazattal Enczmann László nyerte, ellenfele, a hivatalban lévő polgármester 1062 szavazatot kapott és csak a hat szavazókör legkisebbikében tudta lekörözni kihívóját. A 13 képviselői helyre az „Így ne tovább!...” 11 jelöltje, az MDF és a helyi környezetvédők közös jelöltje, valamint a Solymári Választási Szövetség tagjai közül egyedüliként Emesz Lajos került be. A legtöbb szavazatot (1697) most is dr. Taller János háziorvos nyerte el, a bejutási küszöböt utolsóként átlépő jelölt 804 szavazattal szerzett mandátumot.
A kisebbségi önkormányzati választás ugyancsak érvényes és eredményes volt, mint az öt induló mandátumot szerzett. A legtöbb szavazatot (1446) Marlokné Cservenyi Magdolna kapta, ettől függetlenül a kisebbségi önkormányzat elnöke Reményi István (1925– ) lett.

#### A választás után
A megválasztott polgármester egy alpolgármestert kért fel a képviselők közül; az alpolgármester, Novoszádek János (?– ) egyben az Oktatási és Kulturális Bizottság vezetője is lett. A ciklus négy éve alatt a képviselő-testület összetétele ezúttal is csak egy ponton változott: 1998 tavaszán Sólyom Mátyás KDNP-s képviselő balesetben elhunyt, utóda a testületben (néhány hónapra) a Solymári Választási Szövetség egyik jelöltje, az egyik helyi autókereskedés tulajdonosa lett. Néhány héttel az 1998-as önkormányzati választás előtt elhunyt Bogdán Istvánné is, de az ő képviselői helyét már nem töltötték be.

### Az 1998-as önkormányzati választás

#### A jelöltek

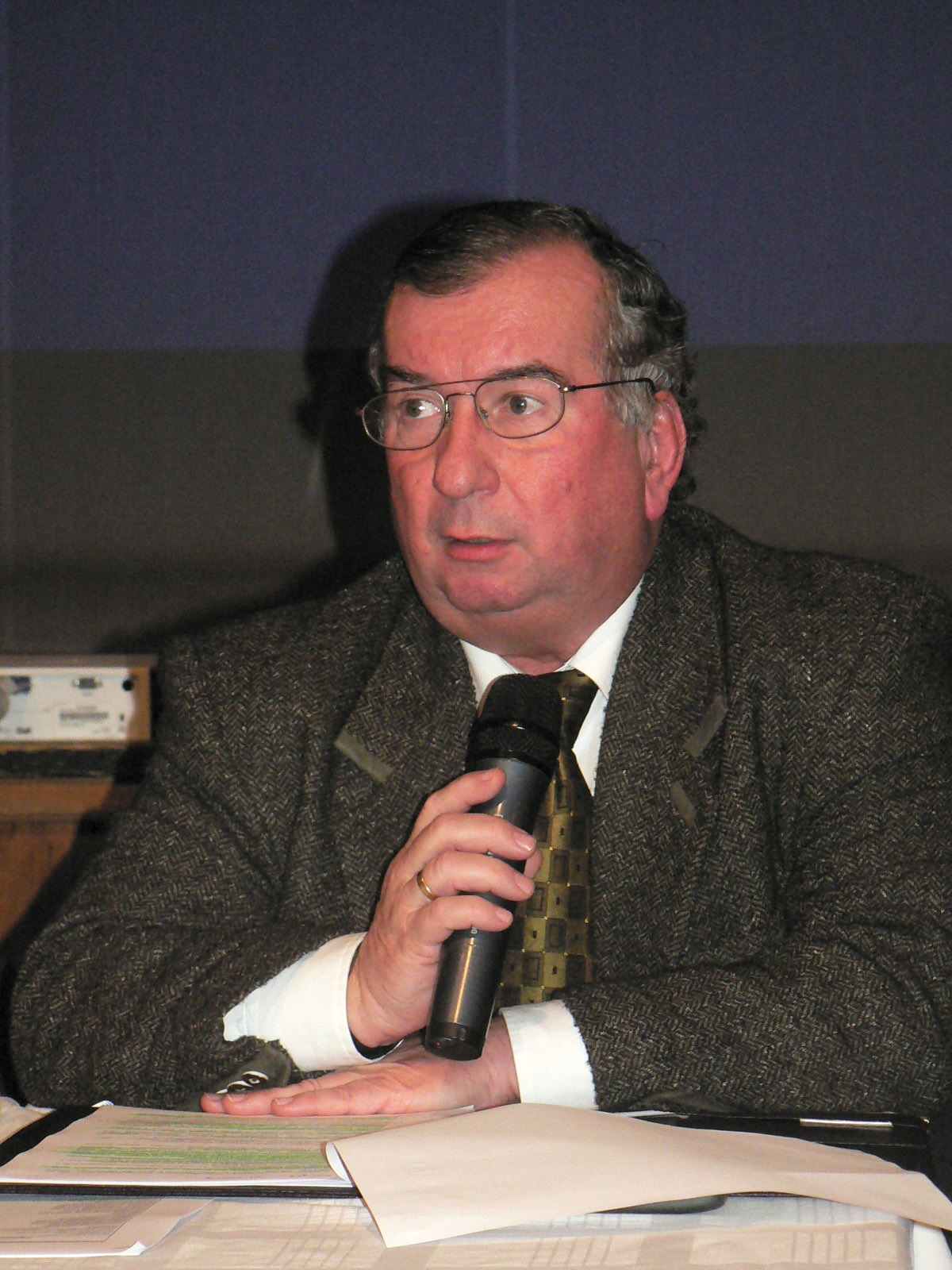
Emesz Lajos volt 1998-ban a regnáló polgármester egyetlen kihívója (2010)

Az 1998-as választáson mindössze 24 fő indult a képviselői helyekért, a hivatalban lévő polgármesternek pedig ezúttal is csak egy kihívója akadt. A helyi sajtóból ismert, hogy kevéssel a választás előtt még három fő volt a polgármesterjelöltek száma, de egyikük még a kampány korai szakaszában visszalépett. A pártszínek teljesen eltűntek erről a választásról, minden egyes jelölt függetlenként indult, bár a választási csoportosulások szokása megmaradt; a legnagyobb ezek közül az Enczmann László által vezetett „Megújulva tovább Solymárért” csoport volt. Érdekes választási csoportot képezett a Solymári Vállalkozók Egyesülete által támogatott jelöltek köre: az egyesület egyszerre támogatta (néhány más jelölt mellett) Emesz Lajos polgármesterjelöltet, Enczmann László polgármester kihívóját, és az Enczmann-csapat egyik tagját, Rétfalvi Józsefet (1953– ) is.

#### A választás
Az 1998. október 18-án tartott választáson a szavazásra jogosult 6411 fő 56%-a szavazott, és a lakosság több mint 80%-a a hivatalban lévő polgármestert támogatta; 2926 szavazatával szemben a kihívó, Emesz Lajos csak 716 szavazatot kapott, sőt a képviselői mandátumtól is elesett. A „Megújulva tovább Solymárért” csoport a képviselő-testületet is letarolta: mind a 13 mandátumot e csoport tagjai nyerték el. A legtöbb szavazatot ezúttal dr. Borovszky Éva (?– ) helyi gyermekorvos kapta, aki az 1990-1994 közti ciklusban még SZDSZ-es képviselő, és mint ilyen, az első polgármester, Dercsényi Péter támogatója volt. A képviselő-testületbe való bejutáshoz 1323 szavazat kellett.
A német nemzetiségi önkormányzati választáson ezúttal az 5 képviselői helyért 9 jelölt indult, a legtöbb szavazatot (1770) ezúttal is Marlokné Cservenyi Magdolna nyerte; a mandátumszerzéshez 1185 szavazatra volt szükség.

#### A választás után
Az egyetlen alpolgármester ebben a ciklusban is Novoszádek János lett, aki azonban ebben a négy évben, összeférhetetlenség miatt már nem viselhetett bizottsági elnöki tisztséget, mert a jegyző ez ellen törvényességi észrevételt tett, amit a Közigazgatási Hivatal is megerősített. A képviselő-testület személyi változás nélkül kitöltötte a négyéves ciklust.

### A 2002-es önkormányzati választás

#### A jelöltek
2002-ben az országgyűlési választáson elszenvedett váratlan kudarc nyomán gyors erősödésnek indult a Fidesz, úgy országosan, mint Solymáron is, és a helyi Fidesz-csoport szervezkedni kezdett a regnáló polgármester leváltására, valamint önálló „csapat” indítására a képviselő-választáson is. A polgármester Fidesz által támogatott kihívója Budavári László (1962– ) lett (aki egyébként az 1998-2002-es ciklusban még a polgármester képviselői csapatának tagja volt), de elindult Enczmann Lászlóval szemben egy harmadik, független polgármesterjelölt, Piri András (1947– ) is.
A változatlanul 13 képviselői helyért 28 jelölt indult, formálisan 2 fő kivételével mindannyian függetlenek, valójában azonban 10 fő közülük a polgármester által szervezett csoport tagja volt; 9, többnyire a fiatalabb korosztályokhoz tartozó jelölt saját választási csoportosulást szervezett a nemhivatalos „Fűzfa-csoport” néven, míg 6 fő a Fidesz által támogatott csoporthoz tartozott. A „Fűzfa-csoport” formálisan egyik polgármesterjelöltet sem támogatta, Piri András polgármesterjelöltnek pedig nem volt „csapata”, sőt ő képviselőjelöltként sem indult. (A formálisan sem független 2 képviselőjelölt egyike a Fidesz színeiben versengő Kővári András (?– ), a másik a helyi környezetvédő egyesület egyik aktivistája volt.)

#### A választás
A 2002. október 20-án tartott választáson a szavazásra jogosult 7070 főből 4101 fő (~58%) jelent meg, közülük 2567 választó (63,65%) szavazott arra, hogy Enczmann László polgármester további négy évre hivatalban maradjon. Néhány hónappal korábban, váratlanul fideszessé lett egykori csapattagja, Budavári László csak a szavazatok 29,9%-át tudta megszerezni, a harmadik polgármesterjelölt pedig 6,45%-ot kapott. A képviselő-testületbe a polgármester csapatából 4 fő, a „Fűzfa-csoportból” 5 fő, a „fideszes” csoportból pedig 4 fő (Kővári András Fidesz-jelölt és 3 formálisan független jelölt) került be. Képviselőjelöltként a legtöbb szavazatot (2453) maga a polgármester kapta, őt leszámítva a legtöbb szavazattal (1781) a „Fűzfa-csoport” egyik hangadója került be a testületbe; a bejutás alsó küszöbértéke 1279 szavazat volt.
A német kisebbségi önkormányzati választás 5 képviselői helyéért 8 jelölt indult, közülük a legtöbb szavazatot (1971) ebben az évben is Marlokné Cservenyi Magdolna kapta, aki így a következő négy évre is a kisebbségi önkormányzat elnöke maradt.

#### A választás után

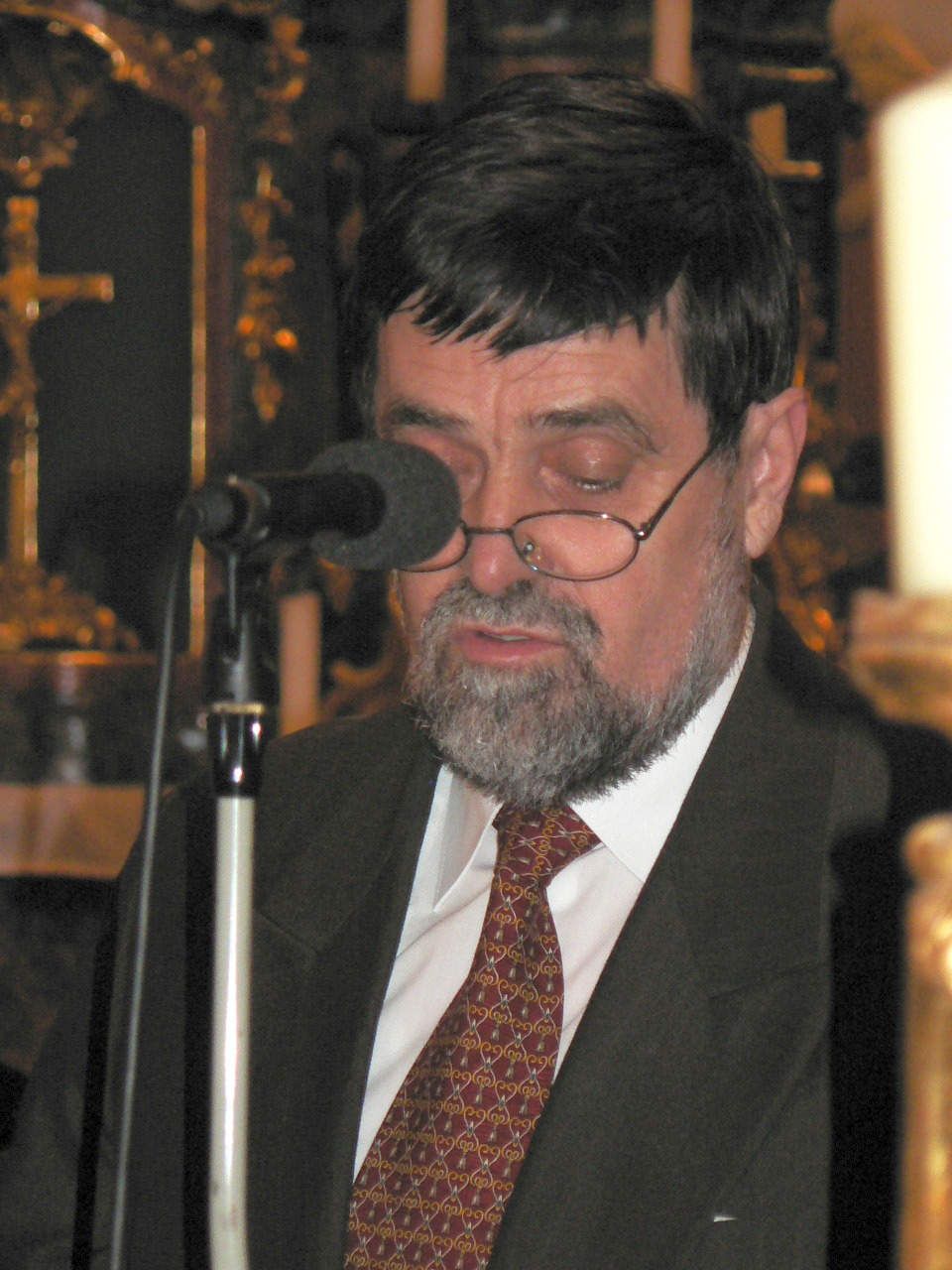
Enczmann László polgármester templomi beszédet mond 2006 februárjában

Az újonnan felálló képviselő-testületben a „Fűzfa-csoport” képviselői azonnal beálltak az újraválasztott polgármester mögé, többé-kevésbé ellenzéki szerepet csak a „fideszes” csoport négy képviselője vállalt magára. Az alpolgármestert, Rétfalvi Józsefet a polgármester a saját csapatának jelöltjei közül választotta ki, ám az együttműködés csak két és fél évig tartott, 2005 késő tavaszán Rétfalvi váratlanul lemondott az alpolgármesterségről és nyíltan szembefordult Enczmann Lászlóval (tisztsége a ciklusból hátralévő másfél évben nem lett betöltve). A képviselő-testület összetétele még egy ponton változott ebben a négy évben: alig néhány héttel az alpolgármesteri kenyértörés előtt, 2005. március 31-én lemondott képviselői mandátumáról a „Fűzfa-csoport” egyik képviselője, Ugron Gergely (1973– ); helyét a 2002-es eredménylista 14. helyezettje – történetesen ugyancsak egy „Fűzfás” jelölt, Körbl Balázs (?– ) – töltötte be.

### A 2006-os önkormányzati választás

#### A jelöltek
A 2002-es választási év részleges helyi kudarca nem vetette vissza a fejlődésben, sőt inkább tovább erősítette a Fidesz helyi szervezetét, amely a 2002-2006-os választási ciklusban az önkormányzati laptól független, jól működő helyi magánlapot is életre tudott hívni és fenntartásához segítséget nyújtani, részben azzal a céllal, hogy a lap a Fidesz majdani kampányát előkészítse, illetve a tényleges kampányidőszakban részt vegyen benne, a hivatalban lévő polgármester leváltása érdekében. Abban azonban sokáig nem született egyezség a helyi fideszesek körében, hogy ki lenne erre a megfelelő polgármesterjelölt: voltak, akik azt szorgalmazták, hogy a Fidesz a 2005 nyarán lemondott alpolgármester mögé álljon, néhányan viszont egy „újonc” jelölését támogatták.
Az ő jelöltjük dr. Szente Kálmán (1964–) volt, akiről úgy tűnt, hogy solymári születésűként, anyai ágon solymári sváb származásúként elfogadtatható az őslakossággal, mellette szólt ős-fideszes múltja (a párt gödöllő–aszódi szervezetének egyik alapítója volt) és az, hogy önkormányzati tapasztalattal is rendelkezett már (2006-ig Verőce alpolgármestere volt Bethlen Farkas polgármester mellett). Ellene szólt viszont, hogy 14 éves kora óta nem sokat élt Solymáron, ezért arra lehetett számítani, hogy nincs tisztában a helyi viszonyokkal, illetve sokan azért nem szavaznak rá, mert nem ismerik.
A települési Fidesz-szervezet dilemmáját jól jellemzi, hogy a Szólj Már! magazin azon különszámában, amelyben a Fidesz által támogatott képviselő- és polgármesterjelöltek bemutatkozását ismerhették meg az olvasók, Rétfalvi József és dr. Szente Kálmán kampányanyaga is szerepelt. A Fidesz végül dr. Szente Kálmán támogatása mellett döntött, de elindult a választáson a hivatalban lévő polgármester, Enczmann László és az exalpolgármester Rétfalvi József is. A választók zavarát fokozta, hogy bár mind a három polgármesterjelölt saját képviselőjelölti csapatot állított össze (döntően még ekkor is formailag független jelöltekből), de a Szente-csapat mellett a Rétfalvi-csapat jelöltjei is ott sorakoztak a Fidesz-fenntartású lap által népszerűsített jelöltek között. Ráadásul a szavazólapon nem is látszott, kik a Fidesz által jónak tartott jelöltek, hiszen két képviselőjelölt kivételével minden induló független jelöltként vett részt a cenzuson (formailag független volt a három polgármesterjelölt is).

#### A választás

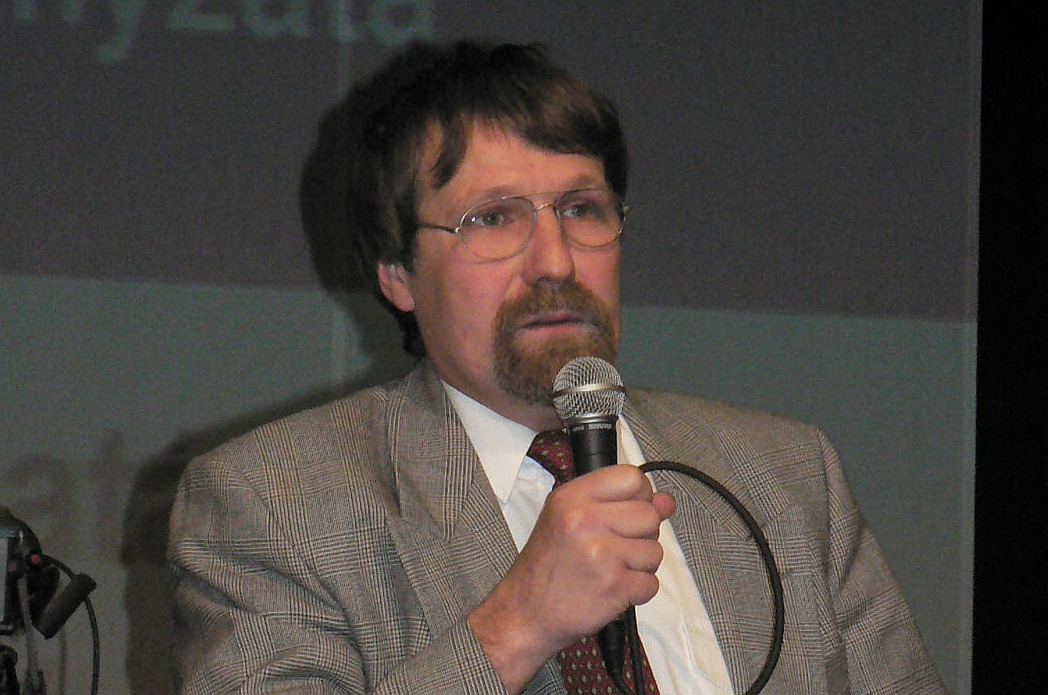
Szente Kálmán polgármester 2007-ben közmeghallgatáson

A választás napján a szavazásra jogosult 7648 fő közül 4533 választópolgár jelent meg az urnáknál, ami 59,27%-os részvételt jelentett. A megosztott mezőny ellenére a szinte ismeretlen, újonc polgármesterjelölt közel ugyanannyi szavazatot kapott, mint két riválisa együtt (2112, 47,38%), de a hivatalban lévő polgármestert a másik kihívója is megverte, még ha csak 8 szavazattal is (1177–1169, 26,40 és 26,22%). A 27 képviselőjelölt közül 4 fő (2 fideszes és 2 független) került be a Szente Kálmánt támogató, 3 fő a Rétfalvi Józsefet támogató, és 6 fő az Enczmann Lászlót támogató csoportok tagjai közül; Solymár választástörténetében egyedülálló, hogy képviselőként bekerült az önkormányzati testületbe mindkét vesztes polgármesterjelölt is.
A mandátumokért vívott harcban egyébként, messze a legtöbb szavazattal a két ténylegesen Fidesz-támogatású jelölt egyike, Kővári András végzett az első helyen (2534 szavazata majdnem 600-zal több, mint a második helyezett, az ugyancsak tényleges Fidesz-támogatású Gaal Gergely (1977– ) szavazatainak száma), a bejutási küszöb 1407 szavazat volt.
A német kisebbségi önkormányzati választáson minden eddiginél több, 12 jelölt indult az 5 mandátumért; újdonság volt az is, hogy ebben az évben már nem minden választó szavazhatott a nemzetiségi jelöltekre, csak azok, akik nemzetiségi szavazóként regisztráltatták magukat. A legtöbb szavazatot ebben az évben is Marlokné Cservenyi Magdolna kapta (320), a bejutási küszöb értéke 141 szavazat volt.

#### A választás után

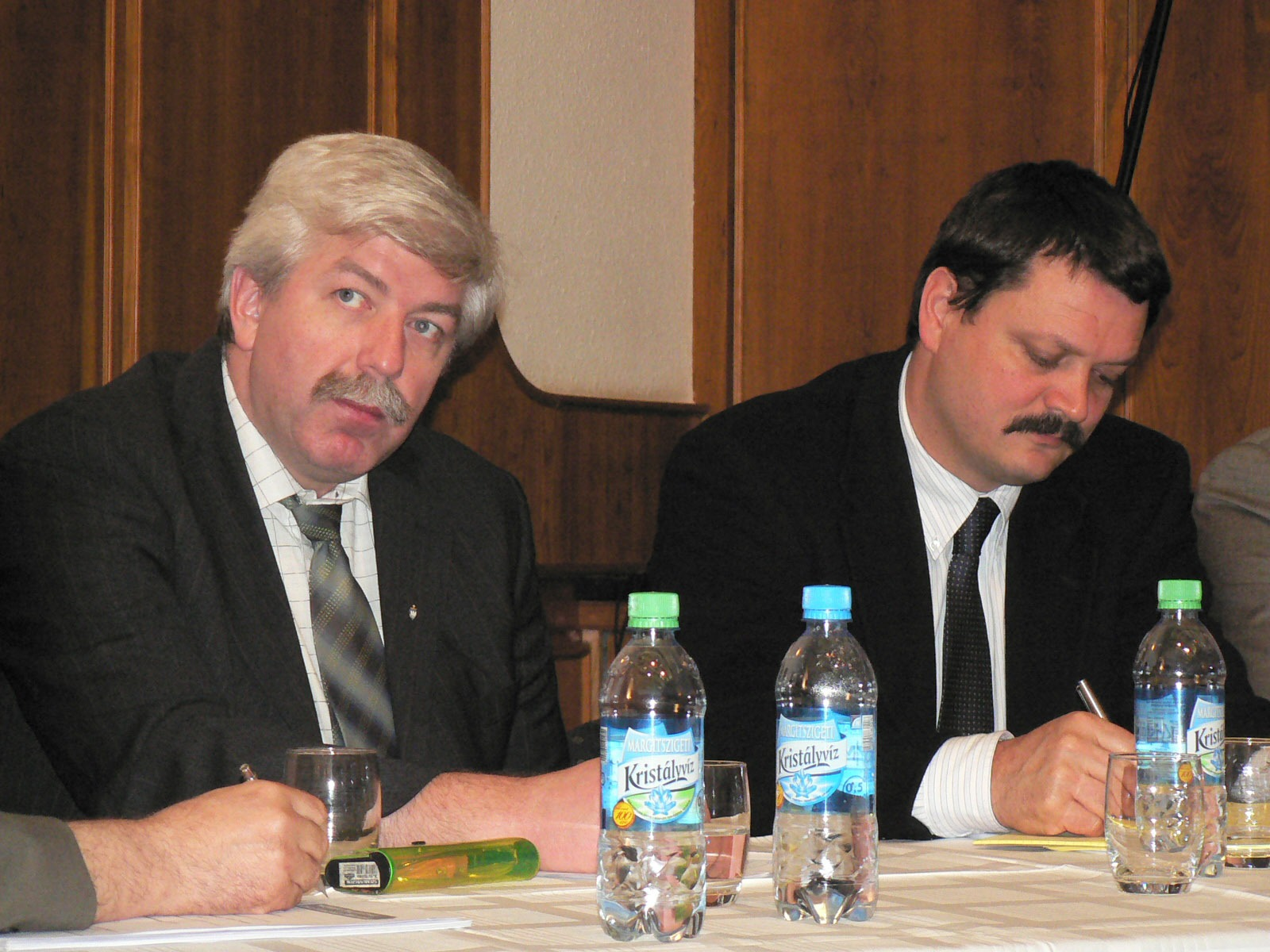
Ketten a 2007-es solymári önkormányzat "ellenzéki frakciójából" – Horányi Márton és Budavári László

A 2006 őszén felállt új képviselő-testületben az erővonalak röviddel a választás után kis mértékben átrendeződtek, annyiban, hogy Rétfalvi József csapatából Emesz Lajos is a Szente Kálmánt támogató képviselőkhöz csatlakozott, míg a többiek ellenzéki pozíciót foglaltak el, így a polgármester (saját személyével együtt) 6 fős frakcióban, kisebbségben vezette a települést a 8 fős „ellenzék” ellenében. Egyik eklatáns megnyilvánulása ennek a kisebbségi faluvezetésnek az volt, hogy az alpolgármesteri poszt ebben a négy évben végig betöltetlen maradt, mert miután az új polgármester egyik kiszemeltje nem vállalta a megbízatást, a másik jelöltet pedig a testület nagyobb része elutasította, dr. Szente Kálmán a ciklus végéig nem is jelölt mást erre a posztra.
A „nagy önkormányzat” képviselő-testülete személyi változás nélkül töltötte ki a ciklus négy évét; a nemzetiségi önkormányzat egyik képviselője, Strack Ferenc (1955–2008) azonban 2008-ban elhunyt, helyére a 2006-os eredménylista hatodik helyezettje lépett.

### A 2010-es önkormányzati választás

#### A jelöltek

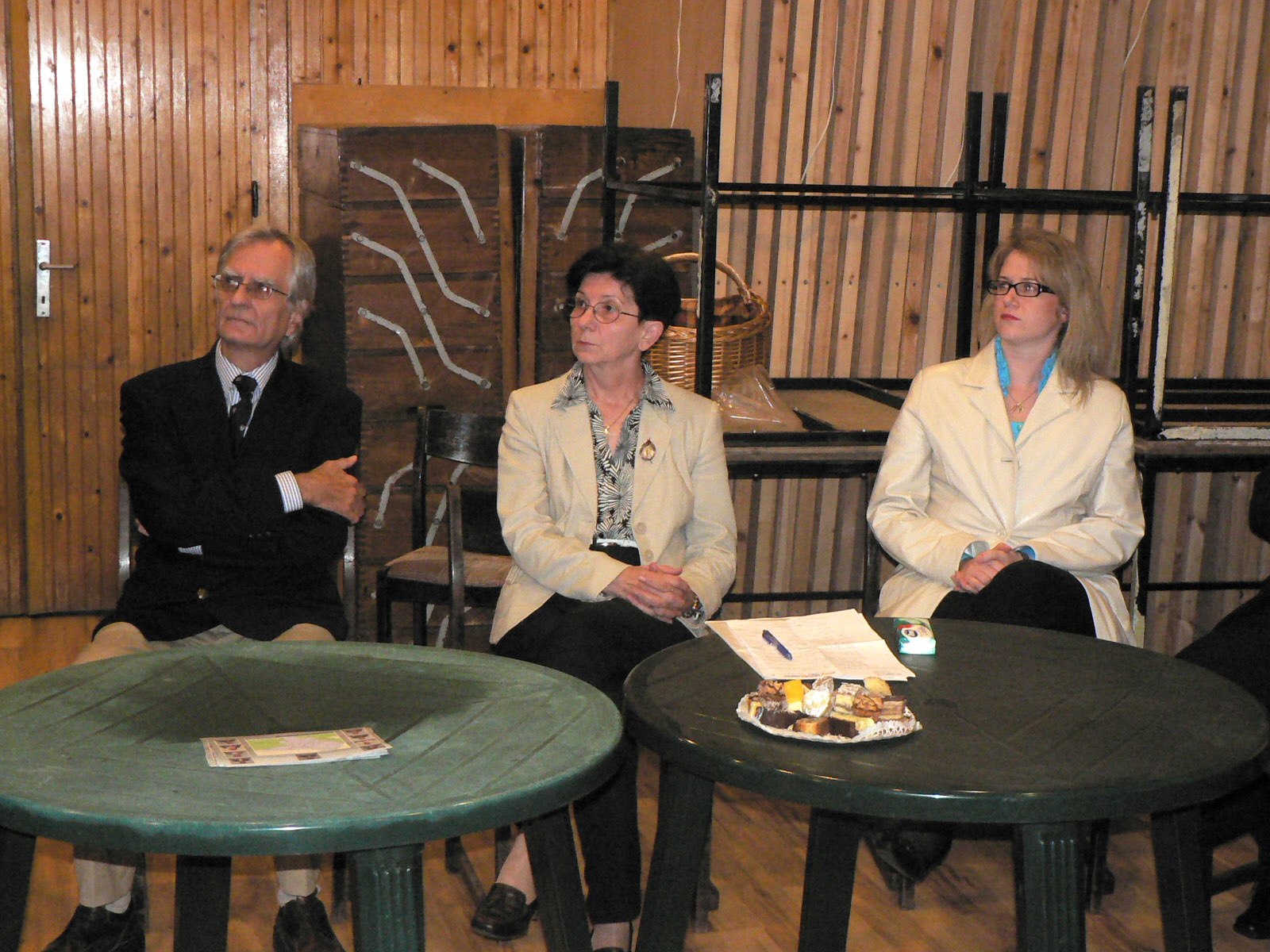
Három képviselőjelölt (Szalay Gábor, Kovács Emilné, dr. Vigh Annamária) Rétfalvi József 2010-es választási fórumán

A 2010-es önkormányzati választásra kétszeresen is megváltozott a solymári választási rendszer. A lakosságszám folyamatos emelkedése miatt nyilvánvaló volt, hogy 2010-re a nagyközség lélekszáma átlépi a tízezret, tehát arra lehetett számítani a hatályban lévő választási jogszabályok értelmében, hogy Solymáron ezúttal már 18 fős képviselő-testület alakulhat, a polgármester mellett 10 egyénileg választott és 7 kompenzációs listás képviselővel.
A 2010-ben hivatalba lépő új kormány viszont változtatott a jogszabályokon, a kisebb létszámú önkormányzatok irányában, így ez évtől a korábbi 14 fős helyett is már csak 12 fős testületet választhatott a település: a polgármester mellett 8 képviselő egyéni körzetben elért győzelemmel szerezhetett mandátumot, további 3 pedig a listát állító szervezetek listavezetői közül, a töredékszavazatok arányában. Ez a rendszer a korábbi önkormányzatok túlnyomó többségét alkotó függetlenek lehetőségeit is csökkentette, mert csak egyéni győzelemre maradt elvi esélyük, a 3 listás helyre csak pártok vagy választási szervezetként bejegyzett csoportosulások aspirálhattak.

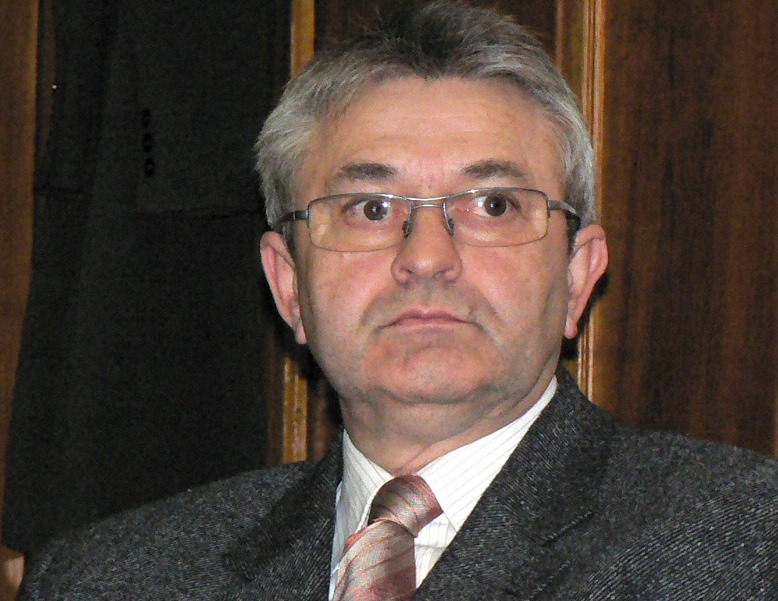
Rétfalvi József 2009-ben

A Fidesz tavaszi kétharmados parlamenti győzelme még tovább erősítette a solymári Fidesz-szervezetet, amely így könnyűszerrel állított ki 8+1 fős csapatot, formálisan Fidesz–KDNP színekben. Dr. Szente Kálmán hivatalban lévő polgármester mellett 6 olyan jelölt került a listára, akik már 2006-ban is szerepeltek (vagy a Szente-, vagy a Rétfalvi-csapat tagjaként) a Fidesz által támogatásra javasolt (akkor még többnyire formálisan független) jelöltek között, s a listát két újabb jelölt egészítette ki 9 főre. Elindult a polgármesterségért a 2006 után revansra vágyó Rétfalvi József is, aki szintén 9 fős csapatot állított össze, tehát mind a 8 körzetben tudott képviselő-jelöltet indítani, ám csoportját nem jegyeztette be választási csoportosulásként, így viszont listás mandátumra nem számíthattak.
8-8 fős, polgármesterjelölt nélküli csapatot állított még össze a Solymári Környezetvédők Egyesülete és a Jobbik, valamint 6 fős, bár többnyire teljesen ismeretlen (több esetben nem is solymári lakos) jelöltekből álló listát szervezett az LMP. A felsoroltakon kívül egyetlen olyan képviselő is elindult a választáson, aki semmilyen csapathoz nem tartozó, független jelölt volt.

#### A választás
A 2010. október 3-án tartott választáson a szavazásra jogosult 8099 fő közül 3747 fő, vagyis a választók 46,26%-a jelent meg az urnáknál. A polgármester-választást magabiztos, majdnem kétharmados győzelemmel Szente Kálmán nyerte meg (2417 szavazat, 65,68%), és az egyéni körzetekben is kivétel nélkül fideszes jelölt szerzett mandátumot – a legerősebb jelölt, Dobrovkáné Dér Borbála (?– ) a saját körzetében a szavazatok 61,48%-át nyerte el, a leggyengébb eredménnyel pedig Lőrincz Beáta (1960– ) jutott a testületbe egyéni jelöltként, 43,09%-ot elérve.
A legtöbb, mandátumra átváltható töredékszavazatot a környezetvédők szerezték (426), így nem sok hiányzott ahhoz, hogy két listás jelöltet is ők delegálhassanak, hiszen a Jobbik (268) és az LMP (186) együttesen is alig többet szerzett ennél; így azonban a három listás mandátum egyenlő arányban került szétosztásra. A választás legnagyobb vesztese a „Rétfalvi-csapat” volt – melynek képviselőjelöltjei egy körzet kivételével mindenhol második helyet értek el –, mert a polgármesterjelöltjükre beérkezett 1263 szavazat és a képviselőjelöltjeik által gyűjtött, együttesen 793 töredékszavazat semmilyen módon nem hasznosulhatott a számukra.
A választási jogszabályok megváltoztatása érintette a nemzetiségi önkormányzatokat is, ezek létszáma egy Solymár nagyságú településen 2010-től már csak 4 fős lehetett. A képviselői helyekért 6 fő indult el, s a 4 mandátumot csupa olyan jelölt nyerte el, aki már volt német nemzetiségi képviselő a településen. A ciklusokat átívelő elnök, Marlokné Cservenyi Magdolna ezúttal a legkevesebb szavazatot kapta a bejutó képviselők közül, de az elnök így is ő maradhatott.

#### A választás után
A választás után felállt új testületből a polgármester két alpolgármestert jelölt: a főállású alpolgármester Emesz Lajos mellett Gaal Gergely társadalmi megbízatású alpolgármester lett. 2013 elején dr. Szente Kálmán váratlanul visszavonta az alpolgármesteri megbízatást Emesz Lajostól, aki ezt követően, 2013. február 25-ével a képviselői mandátumától is megvált (nem sokkal később, egy időre átvette az egyik önkormányzati kft. vezetését). Emesz Lajos képviselői helyére a választókörzetben 2013. június 26-án tartott időközi választás során dr. Törcsi Péter (?– ) Fidesz–KDNP-s jelölt került. A főállású alpolgármesteri poszt a 2014-es választásig hátralévő bő másfél évben már nem lett betöltve, sőt Törcsi Péter sem töltötte ki a teljes képviselői megbízatását: 2014 augusztusában munkahelyi összeférhetetlenség miatt távozott a testületből. A ciklus 4 éve alatt még két kisebb változás történt a testületben: az LMP jelöltje, Tordai Miklós (?– ) a párt országos szakadása után bejelentette, hogy 2013. február 18-ával „frakciót vált”, s a továbbiakban a PM-et képviseli; a jobbikos Takácsné Nagy Eszter (?– ) pedig 2014 tavaszán jelentette be, hogy kilépett a Jobbikból, és a továbbiakban független jelöltként vesz részt a testületi munkában (habár a Jobbik solymári alapszervezetének honlapján korábban közzétett, jelenleg csak tárolt változatában olvasható tájékoztatás szerint a párt jelöltjei megválasztásukkor esküt tesznek arra, hogy a pártból való kilépésük esetén mandátumukról is lemondanak).

### A 2014-es önkormányzati választás

#### A jelöltek
2014-ben a négy évvel korábbival azonos módon zajlott a választás, azzal a nem elhanyagolható eltéréssel, hogy dr. Szente Kálmán polgármesternek – Solymár rendszerváltás utáni történetében egyedülálló módon – nem akadt kihívója, egyedüli jelöltként indult a polgármesteri posztért. Újdonság volt az is, hogy ezen a választáson az MSZP is jelölteket állított (méghozzá a település minden választókörzetében), amire a párt alakulása óta eltelt 25 évben még nem volt példa. Független aspiránsok ezen a választáson egyáltalán nem indultak, csak párt-, illetve pártszövetségek által támogatott jelöltek: 8 (!) fős csapatot állított ki a Fidesz–KDNP (a polgármester az egyik körzetben képviselőjelöltként is indult), 8-8 fős, polgármesterjelölt nélküli csapatot indított az MSZP–DK és a Jobbik, az Együtt–PM színeiben pedig 5 fő indult.

#### A választás
A 2014. október 12-én tartott választáson a szavazásra jogosult 8439 solymári polgár 36,86%-a, 3111 fő vett részt, és bár az egyetlen polgármesterjelöltre csak 2365 érvényes szavazólap érkezett, a választás eredményességéhez így sem férhetett kétség. A képviselő-választáson mind a 8 körzetben fideszes győzelem született, a legeredményesebb jelölt, Dobrovkáné Dér Borbála 77,41%-ot, a leggyengébben szereplő Lőrincz Beáta 50,79%-ot ért el. A második helyet két körzet kivételével MSZP–DK-s jelöltek szerezték meg, így ők szerezték a legtöbb töredékszavazatot is, 645-öt. Az Együtt–PM ugyan csak 5 körzetben tudott jelöltet állítani, de jelöltjeik közül kettő is helyben ismert személyiség, az előző ciklus képviselője volt; ők mindketten a második helyet érték el körzetükben, ennélfogva a pártszövetség töredékszavazatainak száma is magasabb lett, mint a minden körzetben jelen lévő, de alig ismert személyeket indító Jobbik esetében (292, 265). A listás mandátumokon ettől függetlenül egyenlő arányban részesült a három párt, illetve pártszövetség.
A német nemzetiségi önkormányzati választás 4 képviselői helyére 5 fő jelöltette magát; a legtöbb szavazatot Schokátzné Tallér Mária Terézia (1965– ) kapta (219), a bejutáshoz 181 mandátum lett, az elnöki posztot pedig ezúttal is Marlokné Cservenyi Magdolna kapta meg.

#### A választás után
Az új képviselő-testület 11 fővel kezdte meg a munkát (hiszen dr. Szente Kálmán egyszerre lett polgármester és a 2. választókörzet képviselője), eredményes alpolgármester-választásra azonban több mint egy éven keresztül nem került sor. A polgármester társadalmi megbízatású alpolgármesterként kívánta továbbfoglalkoztatni a fideszes Gaal Gergelyt (a Fidesz-szervezet helyi elnökét, aki az előző ciklusban rövid ideig parlamenti képviselő is volt), mellette azonban a főállású alpolgármester posztját egy külső személynek, a korábban jobbikos, majd fél évvel a 2014-es önkormányzati választás előtt független képviselővé vált Takácsné Nagy Eszternek szánta. Miután meggyőződött arról, hogy a képviselő-testület többsége ezt nem fogadná el, Gaal Gergely alpolgármesteri jelölését is megtagadta. A folytatásban a főállású alpolgármester hiányát egy kabinetiroda-vezető alkalmazásával kívánta pótolni, de a képviselő-testület többsége ezt sem szavazta meg.
Ettől függetlenül a polgármester nem sokkal később tanácsadóként alkalmazta Takácsnét, aki 2015 szeptemberében már hivatalos községi kiadványban is szerepelt, mint Solymár Nagyközség Önkormányzatának tanácsadója. Mindemellett 2015. szeptember 30-án – miután a Pest Megyei Kormányhivatal már törvényességi felhívást intézett a polgármesterhez – a képviselő-testület újból kísérletet tett egy képviselői jogállású, társadalmi megbízatású alpolgármester megválasztására; a posztra dr. Szente Kálmán ezúttal dr. Szentkláray Ferencet jelölte, a jelenlévő képviselők többsége azonban tartózkodott a szavazásnál, így a választás ezúttal is eredménytelen volt. Október 28-i, következő ülésükön a képviselők újból napirendre vették az alpolgármester-választás ügyét, de azt aztán határozathozatal nélkül elnapolták. 2015. november 25-én végül a képviselő-testület 9 igen szavazattal mégis megválasztotta dr. Szentkláray Ferencet társadalmi megbízatású alpolgármesternek. A képviselő-testület és a polgármester között ezzel együtt is tovább élesedtek az ellentétek – többek között azzal, hogy a testület 2016 elején felmondta a polgármesteri tanácsadó szerződését –, ezek hatására dr. Szente Kálmán 2016. február 17-én bejelentette, hogy kilép a Fidesz-frakcióból.
Személyi változás a ciklus tartama alatt két ponton történt a képviselő-testületben. 2015. január 28-án a Jobbik kompenzációs listás képviselője, Murányi Levente (1939– ) korábbi parlamenti képviselő lemondott mandátumáról; utóda a február 18-i üléstől a Jobbik kompenzációs listájának második helyezettje, Jahoda Bence Gáspár (?– ) lett. 2017 szeptemberében pedig Gaal Gergely mondott le képviselői megbízatásáról, miután parlamenti mandátumhoz jutott; egyéni választókerületében az időközi választást 2017. december 10-ére tűzték ki. A mandátumért hárman szálltak ringbe, a Fidesz-KDNP egy jelöltje, egy független jelöltként induló hölgy, és hosszú idő után újból felbukkant a solymári önkormányzati választások jelöltállító szervezetei között a Munkáspárt is. Ugyanakkor öt (a helyi politikában amúgy csekély súllyal jelen lévő) baloldali szervezet – a DK, az Együtt, az LMP, az MSZP és a Párbeszéd – is bejelentette, hogy beállnak a választás egyetlen független jelöltje mögé. A széles körű baloldali támogatással induló független jelölt így sem tudott nyerni, a szavazatok többségét Dalos Attila (1974– ) szerezte meg. A község rendszerváltás utáni történetében egyébként ez volt az első olyan választás, ahol csak olyan jelöltek indultak, akik korábban nem vállaltak a településen semmilyen közéleti megbízatást.

### A 2019-es önkormányzati választás

#### A jelöltek
2019-ben lényegében az öt évvel korábbival egyező módon zajlott a választás, annyi eltéréssel, hogy a hivatalban lévő polgármesternek ismét ellenjelöltje akadt: kihívója Bárány Balázs lett, aki az előző ciklusban baloldali ellenzéki pártok listán mandátumot szerző képviselője volt a képviselő-testületben. Ezúttal nem pártszínekben indult, hanem mint összellenzéki jelölt, a Budakörnyék Fejlődéséért Egyesület helyi polgármesteri aspiránsaként és listavezetőjeként. Ezt az egyesületet a Budakeszi központú országgyűlési választókerület településeinek ellenzéki politikusai hozták létre azzal a céllal, hogy minden érintett településen közös erővel, egymással nem versengve tudjanak versenybe szállni a kormánypárti jelöltek ellenében. Mind a Fidesz-KDNP, mind a Budakörnyék Fejlődéséért egyesület 8-8 képviselőjelöltet állított – tehát mind a nyolc szavazókörben voltak képviselő-jelöltjeik, és mindkét polgármesterjelölt elindult egy-egy képviselői helyért is. Rajtuk kívül három teljesen független aspiráns is elindult ezen a választáson, közülük ketten egymás ellenében, a 2. számú szavazókörben, ahol így – egyedüliként a településen – négy képviselőjelölt szállt ringbe.
A német nemzetiségi önkormányzati választáson az előző ciklus 4 fős testülete helyett ebben az évben újra öt képviselőt választhattak a nemzetiségi szavazóként regisztrált solymári lakosok. Ennek a választásnak az érdekessége az volt, hogy a korábbi képviselők egy kivétellel visszavonultak az önkormányzati szerepléstől, köztük a leginkább „veteránnak” tekinthető, a nemzetiségi önkormányzatot számos cikluson át elnökként irányító Marlokné Cservenyi Magdolna is. Az öt képviselői helyre így egyetlen olyan aspiráns jelentkezett, akinek voltak már ilyen tapasztalatai, rajta kívül öt „újonc” indult el a választáson, tehát az öt képviselői helyre hat fő jelöltette magát.

### A 2024-es önkormányzati választás

#### A választás
A 2019-es önkormányzati választást 2019. október 13-án tartják, a választás szabályai a településen nem változtak a 2014-es évihez képest.

## A település vezetői
Polgármesterek 1990 óta:
| Név               | Hivatali idő              | Jelölő szervezet | Megjegyzés |
| ----------------- | ------------------------- | ---------------- | --- |
| Dercsényi Péter   | 1990 – 1994               | SZDSZ            | Az 1994-es választáson alulmaradt ellenfelével szemben, azóta nem vesz részt a helyi közéletben. |
| Enczmann László   | 1994 – 1998 – 2002 – 2006 | független        | Polgármesterré választása előtt, az 1990–1994 közti képviselő-testületben független képviselő volt. A 2006-os választáson alulmaradt a győztes jelölttel szemben, de egy ciklusra még a képviselő-testület tagja maradt; 2010 óta nem vesz részt a helyi közéletben, csak a Helytörténeti Alapítvány egyik kurátoraként tevékenykedik. |
| Dr. Szente Kálmán | 2006 – 2010               | független        | Korábban nem vett részt a helyi közéletben, előzőleg Verőce alpolgármestere volt. 2006-ban független, de a Fidesz által támogatott jelöltként indult. |
| Dr. Szente Kálmán | 2010 – 2014               | Fidesz–KDNP      | |
| Dr. Szente Kálmán | 2014 – 2019 –             | Fidesz–KDNP      | 2014-ben Solymár egyike volt a megye azon két, tízezer lakos fölötti lélekszámú településének, ahol egyetlen polgármesterjelölt – ez esetben a hivatalban lévő polgármester – indult az önkormányzati választáson. |

## A képviselő-testület bizottságai

### Az 1990–1994-es ciklus
- Műszaki Bizottság – elnök: John Tibor (SZDSZ), majd az 1992-ben bekövetkezett halála után Huber András (független)
- Pénzügyi Ellenőrző Bizottság – elnök: Dauner Henrik (független)
- Oktatási és Kulturális Bizottság – elnök: Novoszádek János (független)
- Egészségügyi, Szociális és Sport Bizottság – elnök: dr. Taller János (független)
- Nemzetiségi Bizottság – elnök: Mentesi József alpolgármester (független)
- Földbizottság – elnök: Mentesi József alpolgármester (független)[61]

### Az 1994–1998-as ciklus
- Műszaki Bizottság – elnök: Huber András (független)
- Pénzügyi Ellenőrző Bizottság – elnök: Dauner Henrik (független)
- Oktatási és Közművelődési Bizottság – elnök: Novoszádek János alpolgármester (független)
- Egészségügyi, Szociális és Sport Bizottság – elnök: dr. Taller János (független)
- Vagyongazdálkodási Bizottság – elnök: Földesi János (független)[62]

### Az 1998–2002-es ciklus
- Műszaki Bizottság – elnök: Huber András (független)
- Pénzügyi Bizottság – elnök: Dauner Henrik (független)
- Oktatási és Kulturális Bizottság – elnök: Fótiné Hoffmann Éva (független), majd a 2001-es lemondása után Hamvas Márton (független)
- Szociális és Egészségügyi Bizottság – elnök: dr. Borovszky Éva (független)
- Vagyongazdálkodási Bizottság – elnök: Rétfalvi József (független)[63]

### A 2002–2006-os ciklus
- Műszaki Bizottság – elnök: Huber András (független)
- Pénzügyi Bizottság – elnök: Horányi Márton (független)
- Oktatási és Kulturális Bizottság – elnök: Novoszádek János (független)
- Szociális és Egészségügyi Bizottság – elnök: Emesz Lajos (független)
- Vagyongazdálkodási Bizottság – elnök: Földesi János (független)
- Vagyonnyilatkozat-ellenőrző Bizottság – elnök: Mentesi József (független)[64]

### A 2006–2010-es ciklus
- Műszaki Bizottság – elnök: Kővári András (független)
- Pénzügyi Bizottság – elnök: Horányi Márton (független)
- Oktatási, Közművelődési, Ifjúsági és Sport Bizottság – elnök: Novoszádek János (független)
- Szociális és Egészségügyi Bizottság – elnök: Emesz Lajos (független)
- Településfejlesztési és Vagyongazdálkodási Bizottság – elnök: Budavári László (független)
- Vagyonnyilatkozat-ellenőrző Bizottság – elnök: Rétfalvi József (független)
- Ügyrendi és Szervezetfejlesztési Bizottság – elnök: Dauner Henrik (független)[65]

### A 2010–2014-es ciklus
- Településfejlesztési, Vagyongazdálkodási és Műszaki Bizottság – elnök: Cser Angéla (Fidesz)
- Pénzügyi Bizottság – elnök: Dobrovkáné Dér Borbála (Fidesz)
- Oktatási, Közművelődési, Ifjúsági és Sport Bizottság – elnök: Lőrincz Beáta (Fidesz)
- Közlekedési Bizottság – elnök: dr. Szentkláray Ferenc (Fidesz)
- Szervezetfejlesztési és Vagyonnyilatkozatokat Ellenőrző Bizottság – elnök: Takácsné Nagy Eszter (Jobbik, 2014 májusától független)

### A 2014–2019-es ciklus
- Településfejlesztési Bizottság – elnök: Cser Angéla (Fidesz–KDNP)
- Pénzügyi Bizottság – elnök: Dobrovkáné Dér Borbála (Fidesz–KDNP)
- Közlekedési Bizottság – elnök: Kővári András (Fidesz–KDNP)
- Közművelődési Bizottság – elnök: Lőrincz Beáta (Fidesz–KDNP)
- Ügyrendi Bizottság – elnök: Tordai Miklós (Együtt-PM)[46]

### A 2019–2024-es ciklus
- Településfejlesztési Bizottság – elnök: Cser Angéla (Fidesz–KDNP)
- Pénzügyi Bizottság – elnök: Gulyás István (Fidesz–KDNP)
- Közlekedési Bizottság – elnök: Kővári András (Fidesz–KDNP)
- Közművelődési Bizottság – elnök: Gaál-Hasulyó Bernadett (Fidesz–KDNP)
- Környezetvédelmi Bizottság – elnök: Bárány Balázs (Budakörnyék Fejlõdéséért Egyesület)
- Ügyrendi Bizottság – elnök: Tordai Miklós (Budakörnyék Fejlõdéséért Egyesület)[66]

## Országgyűlési választási ciklusok

### Az 1939–1944-es parlamenti ciklus
Az 1939-es választás eredményeként Solymár parlamenti képviselője a pesthidegkúti székhelyű Budakörnyéki választókerületben megválasztott Várady József lett.

### Az 1990-es országgyűlési választás
A rendszerváltást követő első demokratikus parlamenti választás első fordulójából – ahol a választók 7 jelöltre szavazhattak – az egész választókerületben Szauter Rudolf MDF-es, Hajdufy Miklós SZDSZ-es és Fölsz Attila fideszes jelölt jutott a második fordulóba, de utóbbi visszalépett az SZDSZ-es jelölt javára. A második fordulóban Szauter Rudolf nyert, a teljes választókerületet tekintve 12 697 szavazattal, vetélytársa 9079 szavazatával szemben.
A konkrét solymári eredmények nem ismeretesek, csak az, hogy a részvételi arány a solymári választók között az első fordulóban 60% fölötti, s még a másodikban is 50% fölötti volt. Annyi mindenesetre kikövetkeztethető a korabeli helyi híradásokból, hogy a szomszéd településen élő (pilisvörösvári lakos), ráadásul sváb származású Szauter Rudolf a választókerület átlagánál arányaiban több szavazatot szerzett a solymári választók között. Érdekesség még, hogy a választáson megpróbált elindulni független jelöltként (a HNF Koalíció támogatásával) egy helyi lakos, Hajagos Árpád is, de elegendő kopogtatócédula hiányában nem tudott felkerülni a szavazólapra.

### 1994-es országgyűlési választás
Az Az 1994-es parlamenti választás május 8-án megtartott első fordulóján 4982 választásra jogosult solymári lakos közül 3782 fő vett részt, ami 75,91%-os részvételt jelentett; az egyéni jelöltekre leadott szavazólapok közül 3725, a pártlistás szavazatok közül 3746 volt érvényes. A legtöbb szavazatot települési szinten dr. Schneider Magdolna SZDSZ-es jelölt kapta 751 szavazattal (20,16%), a második alig lemaradva az addigi képviselő, Szauter Rudolf (MDF) lett, 697 vokssal (18,71%), a választókerületben az első fordulós, majd a végső győzelmet is learató Nikolits István így csak harmadik lett, a szavazatok 18,39%-át (685) megszerezve.
Tíz százalék körüli eredményt ért el még a KDNP-s dr. Darkó Jenő (400, 10,74%), a kisgazda Vicsotka Mihály (368, 9,88%) és a hatodik helyezett, fideszes Felkai Tamás is (336, 9,02%); a többi 488 solymári szavazaton hat másik, kisebb párt jelöltje osztozott. (Utóbbiak közül említést érdemelhet Grószné Krupp Erzsébet, aki a soron következő három parlamenti választáson is az SZDSZ jelöltje volt, de ekkor még a Liberális Polgári Szövetség és a Vállalkozók Pártja közös jelöltjeként indult, és ért el kerületi szinten 7., települési szinten 10. helyet, Solymáron összesen 58 szavazatot szerezve.)
A listás szavazáson solymári szinten ugyancsak az SZDSZ érte el a legjobb eredményt, 792 szavazattal (21,14%; választókerületi szinten 21,73%), mögötte a második helyezett az MSZP volt, 722 szavazattal (19,27%; a választókerület egészében 26,23%). A kormánypártok csak ezután következtek a 3-5. helyeken osztozva (MDF: 692, 18,47%, KDNP: 419, 11,19%, FKGP: 366, 9,77%); jellemzően mindegyikük solymári eredménye 2~4 százalékponttal magasabb volt a választókerület egészében mért eredménynél.
A választás második fordulójában az első forduló három legeredményesebb egyéni jelöltjére lehetett szavazni, miután ekkor még a későbbi MSZP–SZDSZ-koalíció egyik pártja sem gondolt arra, hogy visszaléptesse jelöltjét a másik jelölt javára. Nikolits István így is meg tudta fordítani a választás eredményét a kerület egészében éppúgy, mint az ide tartozó 14 közül 10 településen is, dr. Schneider Magdolna csak három településen tudta megőrizni az első helyét. Az egyetlen kivétel éppen Solymár volt, ahol a második fordulóra Szauter Rudolf a maga javára tudta fordítani az eredményét, és 1195 szavazattal (38,56%) az első helyet szerezte meg, Schneider Magdolna (1068, 34,46%) és Nikolits István (836, 26,98%) előtt; összességében azonban a mandátumot Nikolits István (a későbbi polgári titkosszolgálatokat felügyelő tárca nélküli miniszter) szerezte meg. A solymáriak részvételi aránya ebben a fordulóban 61,95% volt, a névjegyzékbe vett 5033 választó közül 3118 fő járult az urnákhoz, érvényesen pedig 3099 fő szavazott.

### Az 1998-as országgyűlési választás
Az 1998-as parlamenti választás első fordulójában a Pest megyei 10. számú választókerület lakói 9 képviselőjelöltre és 9 párt listájára szavazhattak. A választókerület egészében Nikolits István titkosszolgálatokért felelős tárca nélküli miniszter (MSZP) nyerte az első fordulót, a 32 078 érvényes szavazat közül 7954 voksot szerezve, mögötte a további helyezettek Frajna Imre (Fidesz – Magyar Polgári Párt, 7844), Grószné Krupp Erzsébet (SZDSZ, 3692), Sándorffy Ottó (FKGP, 3296) és Demeter Ervin (MDF, 3194) voltak.
Solymáron a választókerület egészéhez képest lényegesen jobban szerepeltek a konzervatív pártok jelöltjei: az első fordulót Frajna Imre nyerte a 4300 érvényes szavazat közül 1233 szavazatot szerezve; Nikolits István csak 884 szavazatot kapott, míg Demeter Ervin a harmadik helyet szerezte meg, 567 szavazattal; Grószné Krupp Erzsébetet (443) települési szinten még a kisgazda Sándorffy Ottó (467) is megelőzte; a részvételi arány települési szinten kerek 70% volt (országosan 56,3%).
A pártlistás szavazást a Fidesz–MPP nyerte, úgy a 10. választókerület egészében, mint Solymáron települési szinten is, de míg a választókerületben elnyert 9748 szavazat 30,17%-os eredményt jelentett, Solymáron a Fidesz 35,52%-ot szerzett (1529 szavazat). A második helyezett MSZP kerületi eredménye 8539 szavazat, 26,43% volt, települési szinten viszont csak 21,49%-ot értek el (925 szavazat). Érdekesség ugyanakkor, hogy míg a választókerület egészében a kisgazdák közel 300 szavazattal megelőzték a szabad demokratákat, Solymáron az SZDSZ került a listás választás harmadik helyére, 3 szavazattal megelőzve az FKGP-t.
Az egyéni képviselő-választás második fordulója előtt Grószné Krupp Erzsébet visszalépett Nikolits István javára, a választókerület egészében Nikolits így is csak 40,9%-ot szerzett (13 156), a mandátumot elnyerő Frajna Imre 19 010 szavazatával szemben. Solymáron viszont Nikolits alig több mint feleannyi szavazatot szerzett, mint kihívója (1470, 2912), az első fordulónál is magasabb, 70,7%-os részvételi arány mellett.

### A 2002-es országgyűlési választás
A 2002-es parlamenti választás első fordulójában a solymáriak 5 képviselőjelöltre és 8 pártlistára szavazhattak. Az egyéni jelöltek viadalában az első helyet Frajna Imre szerezte meg, ezúttal a Fidesz és az MDF közös jelöltjeként, a választókerület egészét illetően és Solymáron is, de a solymári eredménye ezúttal is jobb volt a kerület átlagánál: az 5643 érvényes szavazat közül 2471 szavazatot kapott (43,79%), miközben kerületi eredménye csak 38,81% volt. Ennél is nagyobb, ellentétes irányú eltérés mutatkozott a második helyezett, Nikolits István MSZP-s jelölt eredményét illetően, aki a kerületi 35,39%-os eredménnyel szemben Solymáron csak 29,93%-ot ért el, 1689 szavazattal. A harmadik helyet kerületi szinten az SZDSZ-es Grószné Krupp Erzsébet nyerte el, 14,11%-kal, Solymáron viszont mindössze 12,03%-ot ért el, ami itt csak a negyedik helyre volt elegendő, megelőzte ugyanis települési szinten ifj. Hegedűs Lóránt a Magyar Igazság és Élet Pártja színeiben elért, 12,79%-os eredményével. A részvételi arány a választókerület egészében 77,63%, Solymáron 82,22% volt.
A képviselő-választás második fordulójában ismét csak két jelöltre lehetett szavazni, a harmadik helyezett Grószné Krupp Erzsébet visszalépése miatt. Solymáron Frajna Imre 61,11%-ot ért el, Nikolits István 38,9%-ával szemben, és miután ő szerezte meg a választókerületben leadott szavazatok többségét is (53,63%), így a következő négy évre is ő lett a 10. számú választókerület és Solymár parlamenti képviselője.

### A 2006-os országgyűlési választás
A 2006-os parlamenti választás április 9-én tartott első fordulójában a solymári választópolgárok 80,49%-a vett részt, ami magas, de a Pest megyei 10-es választókörzeten belül nem kiugró részvételi aktivitás volt, a körzet három településén is aktívabban vett részt a lakosság. A győzelmet települési szinten Gulyás Dénes fideszes jelölt szerezte meg, 53,19%-os eredménnyel, a választókörzet egészében azonban az operaénekesből lett politikus nem érte el az 50%-os eredményt, ezért második fordulóra volt szükség.
Gulyás Dénes legnagyobb ellenfele az első fordulóban az MSZP-s ürömi polgármester, Laboda Gábor volt, aki második helyezést ért el, így ők ketten vettek részt az április 23-i második fordulóban. (A harmadik helyezett Grószné Krupp Erzsébet SZDSZ-es jelölt, immár szinte hagyományosan ezúttal is visszalépett a szocialista jelölt javára.) A második forduló eredményeként Gulyás Dénes szerezte meg a képviselői mandátumot, kerületi szinten 51,78%-os eredménnyel; solymári eredménye – az első fordulósnál kissé szerényebb részvételi arány mellett – 60,57% volt, ez volt egyúttal a választókörzetben a legjobb települési eredménye is.

### A 2010-es országgyűlési választás

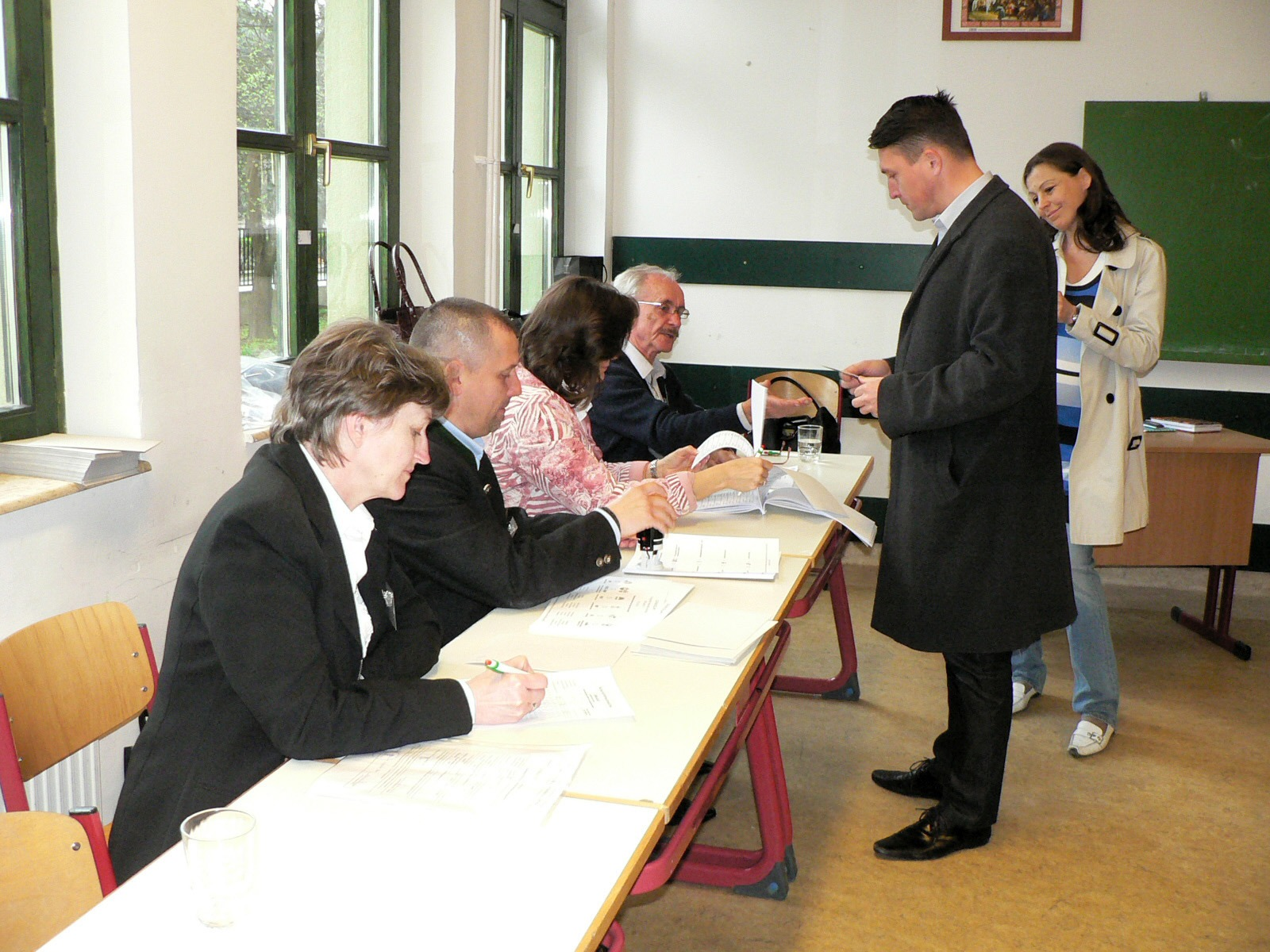
Kovács Ákos a szavazóhelyiségben

A 2010-es országgyűlési választáson, Solymár választástörténetében először már az első fordulóban végeredmény született a Pest megyei 10-es választókerületben, mert a 4 induló jelölt közül a körzet addigi képviselője, Gulyás Dénes 56,67%-os eredménnyel, magabiztos fölénnyel tudta megtartani képviselői helyét (ez az egész ország második legjobb eredménye volt ezen a választáson); ellenfelei közül Sass Szabolcs (MSZP) mindössze 18,25%-ot, az LMP-s Szél Bernadett 13,64%-ot, a jobbikos dr. Lenhardt Balázs pedig 11,54%-ot szerzett.

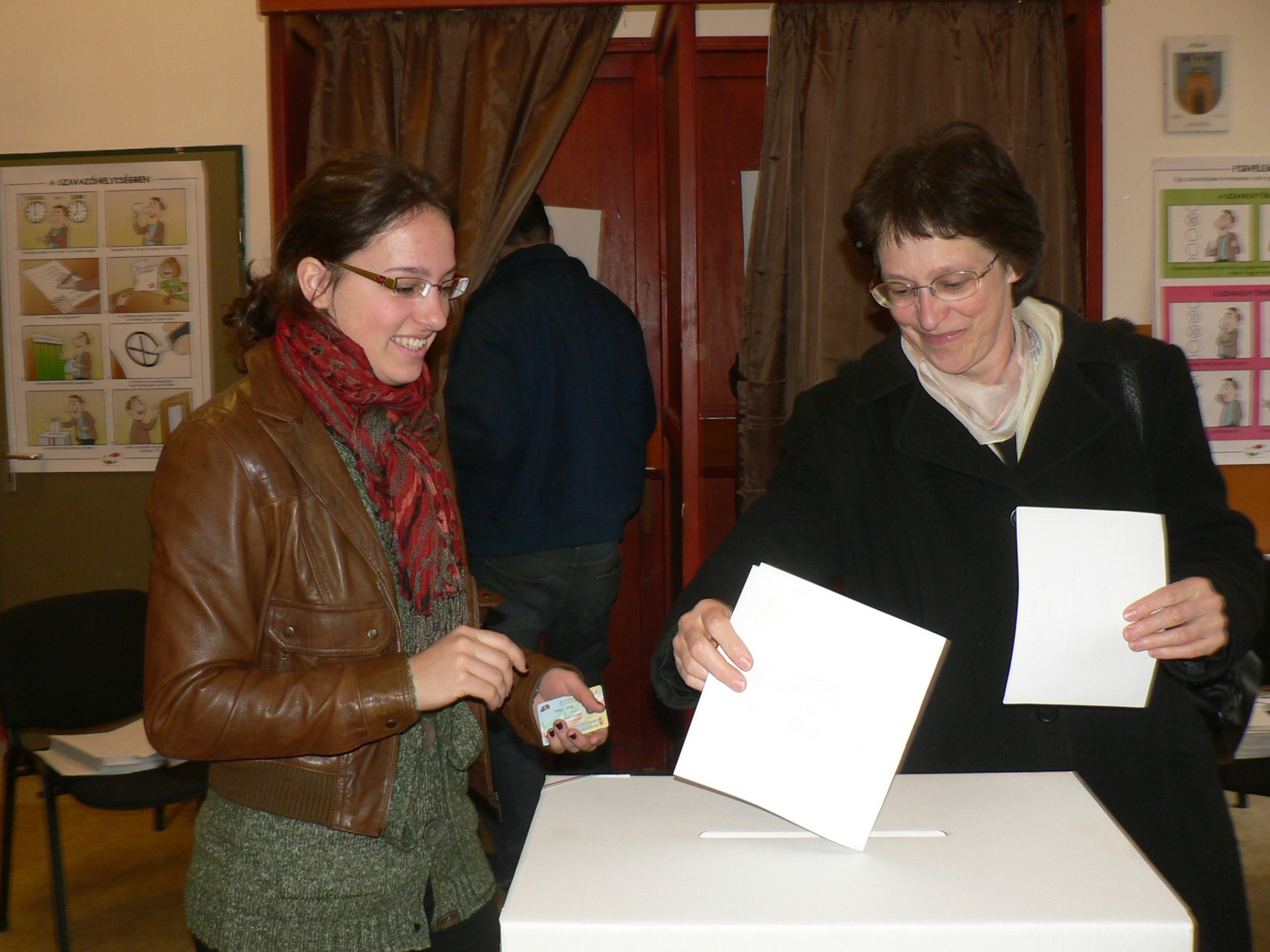
Szavazók a 2010-es parlamenti választáson

Solymáron 5998 fő szavazott érvényesen, közülük 3655 választó szavazott Gulyás Dénesre, ami így 60,94%-os eredményt jelentett a számára. Sass Szabolcs szavazatainak száma 982 volt, amivel 16,37%-ot ért el, Szél Bernadett (829, 13,82%) és Lenhardt Balázs (584, 9,74%) előtt. A mandátumot tehát Gulyás Dénes tarthatta meg, de pártlistákon LMP-s és jobbikos riválisa is bejutott a Parlamentbe.
Listán a Fidesz 3564 szavazatot szerzett, ami a 6018 érvényes szavazat 59,22%-át jelentette (a választókerületi eredmény 52,9% volt); az MSZP második lett 893 szavazattal (14,84%, kerületi szinten 17,58%) az LMP (678, 11,27%, kerületi szinten 8,34%), a Jobbik (574, 9,54%, kerületi szinten 16,54%), az MDF (206, 3,45%, a kerületben 2,75%) és a Civil Mozgalom (101, 1,68%, a kerületben 1,89%) előtt.

### A 2014-es országgyűlési választás
A korábbi parlamenti választásokhoz képest új, egyfordulós rendszerben, nagyobb választókerületekkel zajlott a 2014-es parlamenti választás, amelyben Solymár már Pest megye budakeszi központú 2. számú választókerületéhez tartozott – ez kevés eltéréssel majdnem két teljes, korábbi választókerületet foglalt magában. A településen a 8074 választásra jogosult lakos közül 5973 fő jelent meg a nyolc szavazókör helyiségeiben, ez 73,98%-os részvételi aránynak felelt meg. Ez nemcsak az országos átlagot jóval meghaladó, de még a kiemelkedően jó részvételi adatokat felmutató 2. választókerület átlagánál is magasabb részvételt jelentett.
Újdonság volt ezen a választáson a nemzetiségi választópolgárként történő regisztráció lehetősége, és ezáltal a nemzetiségi jelöltekre való szavazás lehetősége. Solymáron 183 fő regisztrált német nemzetiségi választópolgárként (egy kivétellel mind a nyolc szavazókörben voltak nemzetiségi választók), és közülük 163 fő el is ment szavazni, vagyis a részvételi arány köreikben 89,07% volt.

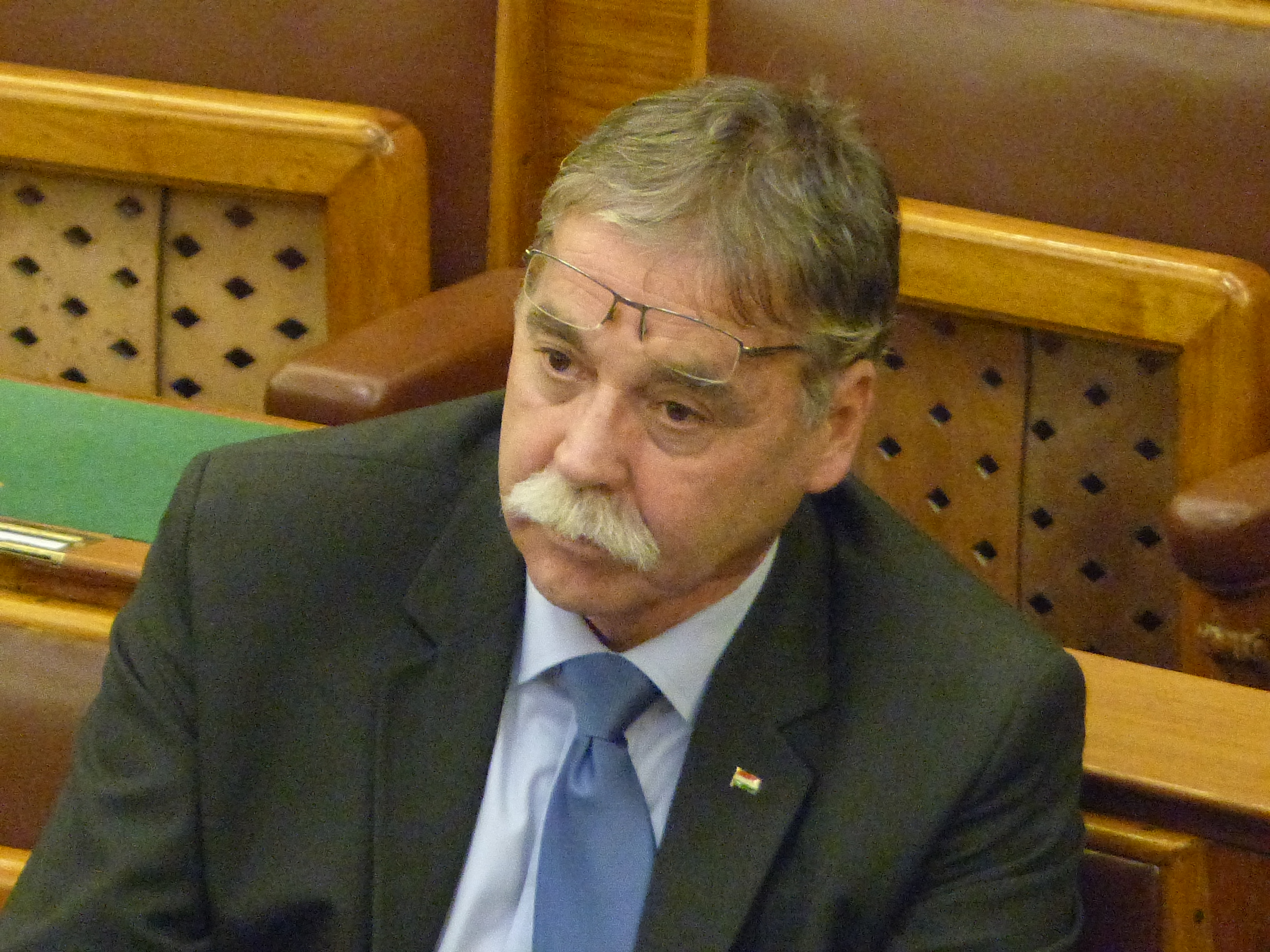
Csenger-Zalán Zsolt

Az egyéni jelöltekre 5899 fő adott le érvényes szavazatot, a legtöbb voksot pedig úgy települési szinten, mint a választókerületi összesítésben is a Fidesz–KDNP kormánykoalíció jelöltje, Csenger-Zalán Zsolt (zsámbéki polgármester és az előző ciklusban a korábbi budaörsi választókörzet kormánypárti képviselője) nyerte el, 52,59%-os helyi végeredménnyel (a választókerület egészében 46,56%-ot szerzett). Legesélyesebb ellenfele az öt baloldali párt (MSZP–Együtt–DK–PM–MLP) által támogatott Szabóné Müller Tímea volt, aki a választókerület egészében 26,79, Solymáron szerzett 1484 szavazatával 25,16%-os eredményt ért el; külön érdekesség, hogy (a lakótelepekre vonatkozó általános vélekedésekre rácáfolva) a solymári lakótelepet magában foglaló mindkét választókörzetben ezen eredménynél gyengébben finiselt a baloldali jelölt.
Szabóné második helyét települési szinten semelyik más jelölt nem veszélyeztette, a választáson induló két másik hölgy, az LMP-s Szél Bernadett és a Jobbikos Császárné Kollár Tímea csak egymással volt versenyben a 3-4. helyek birtoklásáért. Települési szinten Szél Bernadett végzett kicsit jobban, 10,1%-os eredményt elérve (kerületi szinten: 10,81%), jobbikos ellenfele, aki kerületi szinten a harmadik helyet érte el, 11,18%-kal, itt 31 szavazatnyi különbséggel csak negyedik lehetett (9,58%). Az egyéni jelölteket felsorakoztató szavazólapon egyébként 10 név szerepelt, de az említett négy személyen felül a többi jelöltet a solymári választók nemigen vették komolyan. Az ötödik helyezett, egykori szocialista Keller László Solymáron 62 szavazatot kapott, ami helyi szinten 1,05%-os eredményt jelentett a számára, a fennmaradó 5 aspiráns azonban együttesen is csak 90 voksot tudott begyűjteni a településen.
A pártlistákra leadott szavazatok nem sok eltérést mutattak az egyéni jelöltekre leadott voksokkal összevetve, a legnagyobb különbségek a Fidesz–KDNP-lista és Csenger-Zalán Zsolt egyéni eredményeinek összevetésénél mutatkoztak: a listás Fidesz-szavazók egy kivétellel minden szavazókörben kevesebben voltak, mint az egyéni jelölt támogatói, és olyan szavazókör is volt, ahol a különbség szinte pontosan megegyezett a szavazókörben szavazó nemzetiségi választópolgárok számával. Ez azt valószínűsíti, hogy a nemzetiségi választók jelentős része egyéniben a győztes jelöltre voksolt, listás szavazatuk pedig a kormánykoalíció listás eredményét gyengítette. Érdekesség még az is, hogy Szél Bernadett több mint 60-nal több szavazatot kapott Solymáron egyéni jelöltként, mint listán a pártja: ez bizonyára annak tudható be, hogy a kampányban ő volt a „zöld párt” „arca”, másrészt azzal járt, hogy listás eredmények tekintetében a Jobbik Solymáron is a negyedik helyre szorította le az LMP-t.

### A 2018-as országgyűlési választás
A A 2018-as országgyűlési választás a négy évvel korábbival lényegében teljesen azonos rendszer szerint zajlott, a Nemzeti Választási Iroda a választókerületben jelöltként indulni kívánó aspiránsok közül 9 főt vett nyilvántartásba. A kormányzó Fidesz-KDNP pártszövetség a hivatalban lévő képviselőt, Csenger-Zalán Zsoltot jelölte, két másik párt – az LMP és a Jobbik – szintén a 2014-es itteni jelöltjét (Szél Bernadettet és Császárné Kollár Tímeát) indította. A Parlamentben is jelenlévő további ellenzéki pártok közül csak a Demokrata Koalíció állított jelöltet a kerületben, dr. Tóth Zoltán személyében, akit ráadásul március 15-én, bő három héttel a választás előtt vissza is léptetett Szél javára. Két nappal a választás előtt visszalépett Szél javára a Momentum jelöltje, Szemző Áron is. A választás érdekessége volt még, hogy ebben a régióban is indított jelöltet a parlamenti választásokon első alkalommal részt vevő Magyar Kétfarkú Kutya Párt.
A választás a Solymárt is magában foglaló választókerületben – az eddigi, még nem végleges adatok szerint – egész Pest megye legszorosabb párharcát hozta, mert a hivatalban lévő fideszes képviselő legerősebb kihívója dr. Szél Bernadett, az LMP miniszterelnök-jelöltje és országos kampányarca – akinek javára két ellenzéki jelölt is visszalépett – összességében alig 800 szavazattal kapott kevesebbet nála (szavazatszámaik 29 822 és 29 036, ami szavazati arányok tekintetében 44,51 és 43,33%-ot jelentett). Csenger-Zalán Zsolt ezzel az eredménnyel egyébként nem a legrosszabb fideszes volt a megyében, hárman is nála gyengébb szavazati aránnyal nyertek mandátumot.
Solymáron a választás napján (190 fő átjelentkezett választóval együtt) 8281 szavazásra jogosult választópolgárt tartottak nyilván a település választási névjegyzékében. Közülük 6690 (80,79%) fő jelent meg az urnáknál, érvényesen szavazott 6621 fő. Egyéniben Csenger-Zalán Zsolt, a Fidesz-KDNP jelöltje érte el a legjobb eredményt, 3267 szavazattal (49,34 százalék, ami majdnem 5 százalékponttal jobb, mint a választókerületi átlag), dr. Szél Bernadett pedig második lett 2644 szavazattal (39,93 százalék, ez közel 3,5 szavazatponttal rosszabb, mint kerületi összesítésben elért eredménye). Császárné Kollár Tímea Annamária a Jobbik színeiben 516 szavazatot szerzett (7,79 százalék); Betlehem Csaba (MKKP) 131, Kósa Sándor (Demokrata Párt) 44, Gelencsér András (Munkáspárt) 24, Anyalai Béla (Magyarországi Cigánypárt) 5 szavazatot tudott szerezni.
A pártlistákra leadott szavazatok közel felét, 47,95%-át (2013) a FIDESZ-KDNP listája kapta; a második helyezett az LMP lett, amely lényegesen jobban szerepelt a településen, mint országosan: 14,31%-ával (899) mintegy kétszer akkora szavazati arányt tudott itt felmutatni, mint összesítésben. A Jobbik 10,85%-ot kapott (682), mögötte az MSZP-PM közös listája futott be 10,5%-kal (660). A Parlamentbe való bejutás 5%-os küszöbértékét helyi szinten még két baloldali ellenzéki párt lépte át (Demokratikus Koalíció 6,43%, 404; Momentum Mozgalom 5,51%, 346), az újonc Magyar Kétfarkú Kutya Párt pedig 3%-ot megközelítő eredményt ért el (2,83%, 178). Tizenegy további pártlista együttesen is csak 101 szavazatot tudott szerezni, öt pártlistára senki sem szavazott a településen.
A német nemzetiségi lista a 2014-esnél lényegesen jobb eredményt ért el: több, mint kétszer annyi helyi lakos, 382 fő regisztrált nemzetiségi választópolgárként, akik a négy évvel korábbinál is magasabb arányban voksoltak: közülük 346-an szavaztak érvényesen a német listára (90,58%), hozzájárulva ahhoz, hogy a német nemzetiségnek e választástól kezdve ne csak szószólója, hanem teljes jogú képviselője is lehessen az országgyűlésben, Ritter Imre személyében. A nemzetiségi mozgósítás eredményességét mutatja az is, hogy ezen a választáson már mind a nyolc szavazókörben voltak német nemzetiségi választók. A névjegyzékben szerepelt egy-egy görög, roma és ukrán nemzetiségiként regisztrált választópolgár is, de közülük egyikük sem adott le szavazatot.

## Népszavazások

### Az 1989-es négyigenes népszavazás
Az 1989. november 26-án tartott „négyigenes népszavazás” solymári eredményeiről nem ismeretes publikált adat, csak annyi, hogy a helyi megjelenési és szavazati arányok az országos átlagnak megfelelők voltak.

### Az 1990-es magyarországi népszavazás
Az országszerte kudarcba fulladt 1990. júliusi népszavazás solymári eredményességét gyengítette, hogy a kezdeményezést a parlamenti pártok közül egyedüliként felkaroló Magyar Szocialista Pártnak ebben az időben – az elérhető adatok szerint – nem működött helyi szervezete a településen, erős volt viszont a kezdeményezéssel szemben álló MDF, SZDSZ, sőt az FKGP szervezete is, miként erős volt az ellenszenv az egykori állampárttal szemben is. A népszavazás konkrét solymári eredményei egyébként nem ismertek, azokról ugyanis még a helyi lapban sem jelent meg híradás.

### Az 1997-es „NATO-népszavazás”
Az 1997. november 26-án tartott népszavazáson a részvételi arány a Pest megyei (47,62%) és az országos adatoknál (49,24%) is jóval magasabb, 62,3% volt, s az igen szavazatok aránya kis mértékben gyengébb volt (~85%) az országos végeredménynél (85,33%).

### A 2001-es helyi népszavazás
2001. október 28-ára az önkormányzat helyi népszavazást írt ki egy lakossági kezdeményezés nyomán, bár a lakossági szövegjavaslattól teljesen eltérő szöveggel. A referendumon egyetlen kérdés szerepelt: „Egyetért-e a lakosság a Téglagyár melletti 0122/1,4,5 hrsz-ú művelésből kivont, feltöltött területen környezetbarát tevékenységű ipari (vállalkozói) terület létesítésével?” A népszavazás által érintett ingatlanok a solymári vár műemléki környezetéhez tartozó, a várdomb és a Wienerberger Rt. téglagyára közti beépítetlen területek voltak, ezért a helyi környezetvédők és az érintett lakók, illetve a vállalkozói terület létesítésének érdekeltjei és az önkormányzat között jelentős viták alakultak ki a helyi sajtóban. Az indulatokat fokozta, hogy a területen egy olyan fafeldolgozó üzem kívánt megtelepülni, amelyről köztudott volt, hogy az egyik önkormányzati képviselő érdekeltségébe tartozik.
Miután a tervezett vállalkozói terület kialakítása a távolabbi településrészeken élő lakosok döntő részére nem volt hatással, a részvételi arány alatta maradt az érvényességhez szükséges értéknek, a 6927 szavazásra jogosult lakos közül csak 1998 fő járult az urnákhoz, érvényes szavazatot 1984 választó adott le. A szavazáson egyébként a „nem” szavazatok szereztek többséget (1100, 55,44%), de az érvénytelenség miatt az eredmény semmire nem kötelezte az önkormányzatot. Ettől függetlenül a vállalkozói terület kialakítása megrekedt, s az ügyben magát exponáló vállalkozás nem sokkal később Pilisszentivánon létesített üzemet.

### A 2003-as népszavazás
Az európai uniós csatlakozásról szóló, 2003. április 12-én tartott népszavazáson a 7018 szavazásra jogosult solymári lakos közül 4258 fő jelent meg, ami 60,67%-os részvételt jelentett. Az érvényes szavazatok száma 4238 volt, ebből 3268 volt az „igen” szavazatok száma, ami az összes szavazat 77,11%-a volt, vagyis az uniós csatlakozást ellenzők aránya 22,89% volt. A „nem” szavazatok mennyisége ily módon messze felülmúlta az országos végeredmény 16,24%-os adatát, ebben bizonyára szerepet játszott az akkoriban igen erős, nemzeti radikális nézeteket közvetítő, és a helyi sajtóban rendszeresen jelen lévő Solymári Konzervatív Kör tevékenysége is.

### A 2004-es népszavazás
Az országosan eredménytelennek hirdetett, 2004. december 5-i, két kérdéses népszavazás Solymáron eredményes lehetett volna, hiszen az országos átlaghoz (37,49%) képest kifejezetten magas, 50%-ot jóval meghaladó volt a részvételi arány, és az „igen” szavazatok is mindkét kérdés esetén viszonylag nagy arányú győzelmet arattak. A településen voksolásra jogosult 7230 lakos közül 4244 fő töltötte ki a szavazólapot, ami 58,71%-os részvételt jelentett. A kórház-privatizációról szóló törvény visszavonása mellett 2971 igen szavazat érkezett 1220 nemleges szavazat ellenében (70,89% vs 29,11% – országosan 65,01% vs 34,99%), a kettős állampolgárság kedvezményes honosítással történő megszerzését lehetővé tévő jogszabály megalkotását pedig 2819 szavazó támogatta 1330 fő ellenében (67,94% vs 32,06% – országosan 51,57% vs 48,43%). Az országoshoz képest kimagasló eredmények eléréséhez a már említett Solymári Konzervatív Kör tevékenységén felül nyilvánvalóan hozzájárult a Szólj Már! című helyi kiadású, határozott nemzeti értékrendet képviselő havilap is, amely nyíltan felvállalta az igenek melletti kampányolást, különszámot is megjelentetve e célból.

### A 2008-as népszavazás

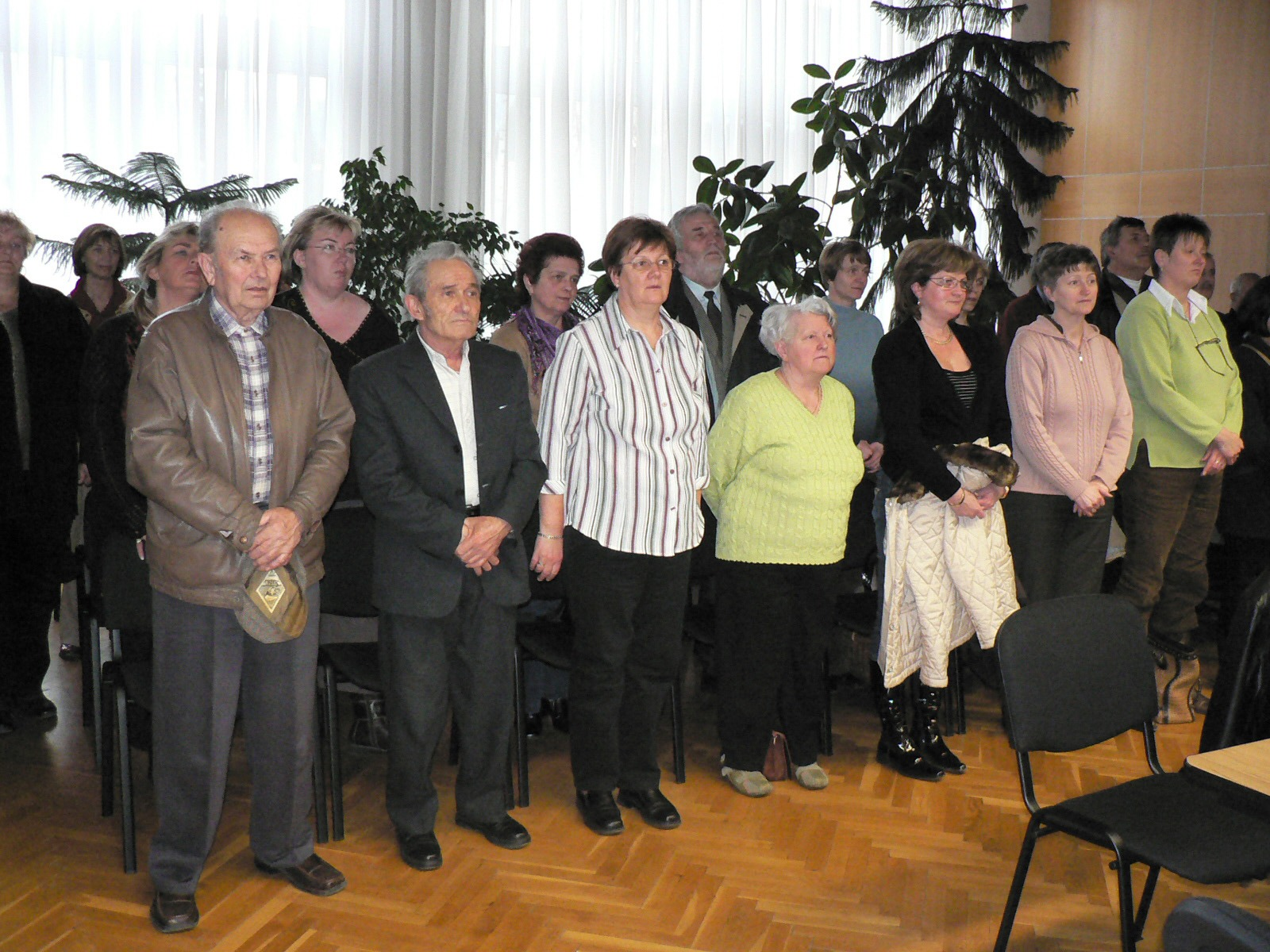
Solymári szavazatszámlálók eskütétele a 2008-as népszavazás előtt

A Fidesz és a KDNP által kezdeményezett, 2008. március 9-én tartott, a korabeli sajtóban gyakran csak szociális népszavazásként vagy „háromigenes” népszavazásként emlegetett referendumon a solymári választópolgárok 62,3%-a vett részt, ami az országosan mért 50,51%-os részvételhez képest meglehetősen magas arány volt. Az eredmények viszont az országos eredményekhez nagyon hasonlóan alakultak: a kórházi napidíj ellen a solymári választók 84,25%-a szavazott (országosan 84,08%), a vizitdíj megszüntetését a lakosság 82,6%-a támogatta (országosan 82,42%), a tandíjak eltörlése kérdésében pedig 82,77% volt Solymáron az igenlő voksok aránya (országosan 82,22%).
A népszavazás után a kormány bejelentette, hogy vállalja ezeknek a díjaknak a megszüntetését, méghozzá a referendumban foglaltakkal szemben nem 2009. január 1-jétől, hanem már 2008. április 1-jétől. Solymáron viszont dr. Szente Kálmán polgármester a hivatalos végeredmény bejelentését követően – Emesz Lajos képviselő, szociális és egészségügyi bizottsági elnök javaslatára – bejelentette, hogy már március 18-ától átvállalja a háziorvosi ellátást igénybe vevő solymári betegek vizitdíját, a 2008. április 1-jei megszüntetésig.

### A 2016-os népszavazás
A 2016. október 2-án megrendezett országos referendumra az európai migrációs válság folyományaként került sor, a szavazás során az arra jogosult magyar választópolgárok arról foglalhattak állást, hogy előírhassa-e az Európai Unió az Országgyűlés hozzájárulása nélkül is nem magyar állampolgárok Magyarországra történő kötelező betelepítését.
Solymáron a nap legelső, 7 órakor közreadott részvételi adataitól eltekintve egész nap az országos átlagot jóval meghaladó volt a részvételi arány – délután 15 órakor az országos 30,66%-os eredményhez képest már a szavazásra jogosult választópolgárok (8423 fő) 36,76%-a leadta szavazatát. (A nap korábbi részvételi adatai: 7 órakor 1,09% (országosan: 1,16%), 9 órakor 7,8% (országosan: 7,25%), 11 órakor 18,4% (országosan: 16,37%), 13 órakor 28,77% (országosan: 23,56%).)
A 19 órai, végleges részvételi adatokat tekintve Solymáron a lakosság több mint fele, 50,92%-a, 4289 fő adott le szavazatot. Az érvénytelen szavazatok száma 417 (9,72%), az érvényes szavazatok száma 3872 volt – így formálisan, jogilag a népszavazás még helyi szinten sem nevezhető érvényesnek, mint ahogyan országosan sem érte el az érvényesen leadott szavazatok száma illetve aránya az érvényességi küszöbértéket. (Más kérdés, hogy ez a szám még így is több mint 200-zal magasabb, mint az előző, 2014-es európai uniós választáson megjelent teljes solymári választói létszám.) Az érvényesen szavazók közül azonban az országos végeredményhez hasonlóan kifejezetten alacsony, mindössze 1,45% volt a feltett kérdésre „igen” választ adók száma (56 fő), ezzel szemben „nem” válasszal pedig az érvényesen szavazók 98,55%-as voksolt (3815 fő).

### A 2022-es népszavazás
2022. április 3-án, az országgyűlési választással azonos időpontban országos népszavazás is zajlott, négy kérdéssel. A népszavazást a kormányzat és a hozzá közel álló kommunikációs felületek gyermekvédelmi tárgyú népszavazásként igyekeztek beállítani, ellenzéki oldalról viszont némelyek a "homofób" jelzőt próbálták ráragasztani, egyes szervezetek pedig országszerte kiterjedt kampányt folytattak annak érdekében, hogy a választók minél nagyobb hányada érvénytelenül szavazzon. [Ez a törekvés végül eredményre is vezetett, mert a népszavazás országos szinten érvénytelen lett.]
Solymár választópolgárai közül 6806 fő (a szavazásra jogosultak 80,45 %-a) nyilvánított véleményt a négy kérdésről, de mind a négyről kissé eltérő számban. Ezáltal helyben csak az első kérdésre vonatkozóan érkezett annyi szavazat, ami alapján a népszavazást érvényesnek lehetett volna nyilvánítani, a három másikra kicsivel az érvényességi küszöb alatti arányban szavaztak a lakosok. Konkrétan az érvényesen szavazók száma 4234 (50,05 %) és 4204 (49,69 %) között változott, érvénytelenül pedig kérdéstől függően 2572 (30,4 %) és 2602 (30,76 %) közti számú választó szavazott.
Az érvényesen szavazók egyébként 94-97 % közti arányban, sőt egy kérdés esetében a 97 %-ot is meghaladó mértékben voksoltak "nem" szavazattal a feltett kérdésre.

## Európai parlamenti választások

### A 2004-es választás
A hazánkban tartott első európai parlamenti választáson a solymári választók az országos átlagnál (38,5%) számottevően magasabb arányban vettek részt, a 7124 fő szavazásra jogosult állampolgár közül 4123 fő adta le szavazatát, ami 57,61%-os részvételt jelent. A Fidesz 2346 szavazatot kapott, ami az érvényes szavazatok 57,29%-át jelentette (országos eredményük 47,4%), a legnagyobb ellenzéki párt így Solymáron közel háromszor akkora támogatást szerzett, mint a nagyobbik kormánypárt, az MSZP (841 szavazat, 20,54%; országosan 34,3%). Harmadik helyen az SZDSZ végzett települési szinten, 10,96%-kal (országosan 7,74%), negyedik pedig az MDF lett 6,15%-os eredménnyel (országosan 5,33%).

### A 2009-es választás
A 2009-es európai parlamenti választást Solymáron nagy fölénnyel nyerte a Fidesz, települési szinten a szavazatok 62,08%-át megszerezve. Második helyen is egy parlamenti ellenzéki párt, a Jobbik végzett, 12,44%-kal, így az MSZP a harmadik helyre szorult az elért 11,99%-os eredményével. Negyedik helyen az MDF végzett 5,69%-kal, az ötödik pedig az LMP lett 3,84%-kal, a kormányból egy évvel korábban kilépett kisebbik kormánypárt így csak a hatodik tudott lenni, bár 3,26%-os települési eredménye még így is több mint másfélszer jobb volt az országosan elért 2,16%-os fiaskónál.

### A 2014-es választás
A 2014. május 25-i választást Solymáron az országos átlaghoz képest több mint másfélszeres (bár a 2009-esnél még így is rosszabb) részvételi arány, a Fidesz-KDNP, az Együtt-PM és az LMP országosnál lényegesen jobb szereplése, a Jobbik áprilishoz képest is rosszabbodó tendenciát mutató adata (országos eredményüktől mintegy 42%-kal maradtak el), végül pedig az MSZP valaha volt legrosszabb, az 5%-os lélektani határt is épphogy csak meghaladó solymári eredménye jellemezte.
A 8227 szavazásra jogosult solymári állampolgár közül 3659 fő kereste fel a szavazóhelyiségeket, ez 44,48%-os részvételi arányt jelentett. A baloldali választási tömörülés pártjainak szétválásával országosan hat párt ért el 5% fölötti eredményt, és Solymáron is ehhez hasonló eredmény született. Magasan a legjobban ezúttal is a Fidesz-KDNP pártszövetség szerepelt, listájuk helyi szinten 58,71%-ot kapott (országos eredményük 51,49% volt), a további pártok sorrendje azonban jelentős eltéréseket mutatott a solymári és az országos eredmények között. Helyben az Együtt-PM (10,32%) és a DK (9,05%) érte el a második és harmadik helyezést, az országosan 14,68%-on finiselő és ezzel második helyezést elérő Jobbik a településen csak negyedik lett, 8,53%-ot szerezve.
Az ötödik helyezést, 7,11%-kal az LMP szerezte meg, így nem kis meglepetésre az MSZP csak a hatodik helyen tudott megkapaszkodni, kereken 200 szavazattal; települési szinten elért 5,49%-os eredményük majdnem pontosan a fele annak a 10,92%-nak, amit országos szinten értek el, és ami a választás egészét illetően harmadik helyezést jelentett számukra. A választáson még két szervezet tudott listát állítani, a Seres Mária Szövetségesei nevű szerveződés és A Haza Nem Eladó Mozgalom, e két szervezet azonban települési szinten együttesen is csak 29 szavazatot (0,79%) szerzett, eredményük tehát lényegében értékelhetetlen volt.

### A 2019-es választás
Ezen a 2019. május 26-án megtartott választáson a választásra jogosult solymári lakosok száma összesen 8583 fő volt, akik közül 5081 fő (59,20 %) jelent meg az urnáknál. Aránylag sokan, harmincan adtak le érvénytelen szavazatot, az érvényes voksok száma 5048 volt. Az érvényes szavazatok 53,59 %-át a Fidesz-KDNP pártszövetség listája kapta (2705), a második helyre az országosan csak harmadik helyen végző Momentum Mozgalom futott be (803, 15,91 %). A Demokratikus Koalíció 688 szavazattal (13,63 %) a harmadik helyezett lett, az MSZP-Párbeszéd pártszövetség pedig 259 szavazattal, 5,13 %-os aránnyal épp csak meghaladta az 5 százalékos küszöböt. Ötödik helyezett a Magyar Kétfarkú Kutya Párt lett 191 szavazattal (3,78 %), az LMP 162 szavazatot kapott (3,21 %), a Jobbik pedig 148 szavazattal még a 3 százalékot sem érte el (2,93 %). Két további pártlista együttesen is száznál kevesebb szavazatot kapott.

## Politikai szervezetek a településen

### Országos pártok helyi szervezetei a rendszerváltás utáni időszakban
- MDF

A rendszerváltás idején alakult pártok közül elsőként a Magyar Demokrata Fórum alakított Solymáron helyi szervezetet, nem sokkal a lakiteleki találkozót követően, 9 fővel. A csoport már 1989. májusára elérte, hogy rendszeresen meghívást kapjon a tanácstestületi ülésekre, sőt a település első önálló sajtóorgánumát, a Solymári Hírmondót is közösen alapította Solymár Nagyközség Tanácsa és az MDF helyi szervezete, 50-50%-os arányban. Aktivitásuk odáig terjedt, hogy a település rendszerváltás utáni első polgárőrségét is ők kezdték szervezni, a Független Kisgazdapárt helyi csoportjával közösen.
Az MDF polgármesterjelöltet is indítani kívánt az első, 1990-es önkormányzati választáson, Bélavári Imre elnök személyében, aki azonban alig néhány héttel a választás előtt, a szervezeten belüli belső feszültségek miatt a polgármester-jelöltségről, majd az elnöki megbízatásról is lemondott és visszavonult a közszerepléstől. Az 1990-es helyi önkormányzati választáson a párt rosszul szerepelt, egyetlen jelöltjük sem jutott a képviselő-testületbe.
A következő időszakban Kálmán László, Marosi Éva, Nagy Lóránt, majd 1997 körül Clauser Róbert lett a helyi MDF-csoport vezetője, mígnem a szervezet ismeretlen időben feloszlott.
Bélavári Imre közel tíz év után egy időre visszatért a helyi közéletbe: ő is tagja lett annak a zömmel értelmiségiekből álló kis közösségnek, amely 1999 után egy új, független helyi lap létrehozatalát tűzte ki célul, sőt ő maga lett a 2001 decemberében induló, kéthetenkénti megjelenési gyakoriságú Sólyomszem alapítója is. A lap megszűnését (2003. április) követően ő is visszavonult a közéleti szerepléstől.
- FKGP

A Kisgazdapárt az MDF-hez hasonlóan szintén még 1989-ben hozta létre solymári csoportját, mely a következő évben, az 1990-es parlamenti választás előtt már 42 tagot számlált, így helyi becslések szerint a legnagyobb taglétszámú solymári pártszervezet volt. Részben az ő nevükhöz fűződik a rendszerváltás utáni, első solymári polgárőrség megszervezésének kezdeményezése is (az MDF-csoporttal közösen).
Az 1990-es önkormányzati választáson négyen is indultak kisgazdapárti, vagy közös FKGP-MDF jelöltként, de egyikük sem szerzett mandátumot. Az alapító elnök Majtényi József volt, majd 1990 körül Gál János vette át tőle az elnökséget, őt pedig 1995-ben Szabadits György váltotta. A 2002-es önkormányzati választás idejére a szervezet – részben a tagság elöregedése miatt is – lényegében feloszlott.
- SZDSZ

Az SZDSZ solymári szervezete hivatalosan 1989. november 15-ével alakult meg, alapítói John Tibor elnök, Csáky László és Dercsényi Péter voltak. Mivel a Pest megyei 10. számú választókerületben az 1990-es parlamenti választás előtti időszakban a pártnak nem volt jelöltje, rövid ideig úgy tűnt, hogy Dercsényi Pétert indítja itt az SZDSZ a parlamenti mandátumért, végül a tagság döntése alapján, kis különbséggel Hajdufy Miklós televíziós rendező lett a térség képviselő-jelöltje. Dercsényi Péter ősszel a polgármester-jelöltséggel, majd a megnyert választást után, egy cikluson át a polgármesteri tisztséggel kárpótolhatta magát, rajta kívül három képviselő is bejutott SZDSZ-es színekben a solymári testületbe. John Tibor 1992-ben bekövetkezett halála után az elnök Csáky László lett, de az 1994-es önkormányzati választást követően a szervezet aktivitása lecsökkent, 1995 körül pedig meg is szűnt.
- Fidesz

A Fidesz solymári szervezete 1990. május 4-én alakult, alapító elnöke Tamás Gábor volt. Tagjai közül ketten indultak el az 1990-es önkormányzati választáson – Kocsis Péter és Thurnay Bence –, és mindketten képviselők is lettek, igaz, utóbbi csak 1992-től, amikor egy halálozás miatt megüresedett képviselői helyet foglalhatott el. Később a helyi Fidesz-szervezet, nagyjából a Fodor Gábor nevével fémjelzett kör kilépésével egy időben feloszlott, és közel egy évtizeddel később alakult csak újjá. Az új csoport 2002. február 5-ével alakult meg, több kísérlet után, 10 taggal, a régi tagság és az új csoportot alapító 10 fő között nem is volt átfedés. A szervezet elnöke a 2002-es újraindulástól Váradi Lajos volt, majd a posztot 2002 végétől dr. Bakcsy György vette át; vezetése alatt 20-ról 60 fős létszámúvá nőtt a szervezet. 2006 óta elnökként Gaal Gergely irányítja a solymári Fidesz-csoportot.
- KDNP

A KDNP solymári szervezete 1990-ben alakult, első elnöke Vácz József, szervező titkára Sólyom Mátyás volt, utóbbi 1994-től 1998-ban bekövetkezett haláláig a párt önkormányzati képviselője is volt. Az amúgy sem nagy létszámú pártszervezet tagjai a párt országos választmányában történt, Giczy György nevével fémjelzett, pártszakadásig fajuló események hatására 1997 végén testületileg kiléptek a KDNP-ből. A szervezet csaknem egy évtizednyi szünet után, 2006. november 20-án alakult újjá Váradi Lajos vezetésével, 16 taggal, akik közül hatan tagjai voltak az IKSZ-nek is.
- Munkáspárt

A Munkáspárt solymári szervezete rövid életű csoportosulás volt, melynek megszervezésére 1994 tavaszán kapott felkérést a párt egy fővárosi aktivistájától Karall Mátyás, aki fiatal korában államvédelmi munkatárs volt, majd különféle középvezetői tisztségeket töltött be az állampárt idején. A szervezetet 11 fő alakította meg, akik azonban azt remélték, hogy a párt irányvonala a szociáldemokrata politizálás felé fordul, miután pedig rájöttek, hogy a pártelnök, Thürmer Gyula szavai nem találkoznak az elképzeléseikkel, feloszlatták a csoportot. 1994 őszén a helyi önkormányzati választáson egyébként Karall Mátyás és két másik képviselőjelölt is elindult Solymáron munkáspárti színekben, de egyikük sem tudta még csak megközelíteni sem a bejutási küszöböt.
- MIÉP

A solymári MIÉP-szervezet a törvényi minimumnak megfelelő 5 fős létszámmal alakult 1997. január 29-én, elnöke Tóháti László volt, aki egyébként tíz évvel korábban még az Szabad Demokraták Szövetsége elődjének számító Szabad Kezdeményezések Hálózatában kezdett politizálni. A taglétszám ennél nem is emelkedett magasabbra, az elköltözésekkel, halálozásokkal viszont apránként csökkent; az alacsony létszámért a 2002-es parlamenti választási eredmény nyújthatott valamelyes kárpótlást, mivel a párt legjobban szereplő vidéki jelöltje, ifj. Hegedűs Lóránt Solymáron érte el legjobb települési eredményét, 12,7%-kal. 2003-ra ettől függetlenül már csak az elnök volt a szervezet egyetlen tagja, 2007-es halálával pedig végleg meg is szűnt a szervezet.
- MSZP, DK

Bár a rendszerváltás előtti állampártnak Solymáron is volt helyi szervezete, ismeretlen számú taggal, az utódpártnak csak szervező csoportja alakult még 1989-ben, a későbbi időszakból, csaknem negyedszázadon keresztül semmilyen publikált adat nem ismert arra nézvést, hogy a pártnak helyi csoportja működött volna, vagy bármilyen említést érdemlő helyi aktivitást kifejtett volna. 2002-ben az MSZP fővárosi központjában sem tudtak tájékoztatást adni egy érdeklődő újságírónak arról, hogy létezik-e a pártnak solymári szervezete, illetve az illető által megkeresett, ismert baloldali világnézetű solymári lakosok sem rendelkeztek ilyen információval. Az 1990-2010 közötti önkormányzati választásokon egyetlen MSZP-s jelölt sem indult (a szervezet ez idő alatt csak szavazatszámláló bizottsági tagokat tudott kiállítani, alkalmanként legfeljebb néhány idősebb korú MSZP-tag személyében), a párt először 2014-ben állított képviselőjelölteket a településen (a DK-val közösen), akik közül egy fő szerzett mandátumot, ő is csak kompenzációs listán.
- Jobbik

Az ezredforduló után létrejött radikális jobboldali párt solymári szervezete 2006 június első napjaiban jött létre, nyolc fővel, alapító elnöke Murányi Levente volt, aki abban az évben képviselőjelöltként is elindult a Solymárt is magában foglaló Pest megyei 10. számú választókörzetben, a parlamenti választáson, akkor még MIÉP–Jobbik közös jelöltként. A helyi szervezet alakulásán a párt országos vezetőségét Szabó Gábor pártigazgató képviselte; az alapító tagok – Murányi Levente kivételével – ekkor léptek be magába a pártba is.
A szervezet elsődleges célja az alakuláskor az volt, hogy a 2010-es parlamenti választáskor már hathatós segítséget nyújthassanak helyben a választókerület jobbikos jelöltjének, illetve esetleg jelölteket állíthassanak az önkormányzati választáson is. Céljaikat valóra váltották, mert 2010-ben mind a 8 szavazókörben sikerült jelöltet állítaniuk, és kompenzációs listán egy képviselői mandátumot is szereztek – igaz, képviselőjük 2014 tavaszán kilépett a Jobbikból és független képviselőként tevékenykedett tovább. 2014 őszén a négy évvel korábbihoz hasonló eredményt értek el az önkormányzati választáson.
- LMP, PM, Együtt

Az LMP solymári szervezetének alakulásáról és működéséről nem ismeretes írott adat. A párt sokak meglepetésére, előzmények nélkül indított képviselő-jelölteket a 2010-es önkormányzati választáson, melynek eredményeként egy kompenzációs mandátumot szereztek. (Egyik jelöltjük, Balogh Ernő eredetileg a polgármesteri posztért is indulni kívánt, de a szavazólapon már nem szerepelt a neve.) Az egyetlen solymári LMP-s képviselő 2013-ban „frakciót váltott” és attól fogva a PM színeiben politizált, a 2014-es önkormányzati választáson pedig már Együtt–PM jelöltként indult a választáson és szerzett ismét kompenzációs listás mandátumot. E két utóbbi párt solymári jelenlétéről és tevékenységéről ezt leszámítva szintén nem ismert további konkrétum.

### Politizáló civil szerveződések a rendszerváltás után
- Solymári Környezetvédők Egyesülete (SKE)

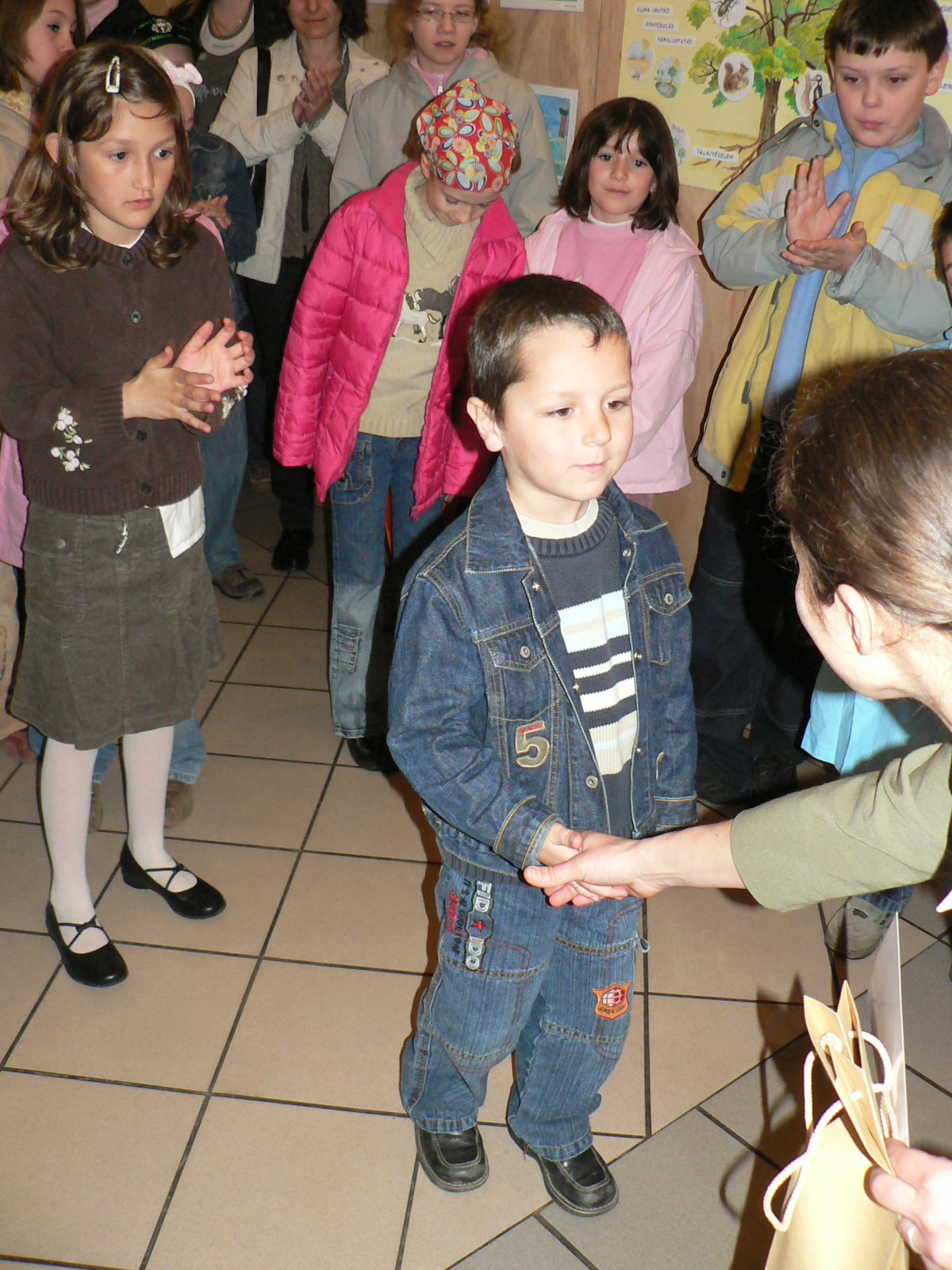
Díjkiosztás az SKE által szervezett 2008-as, környezetvédelmi témájú rajzpályázaton

A solymári környezetvédelmi mozgalmak első csírái 1989-1990 körül bukkantak fel a helyi közéletben, az önkormányzati választáson, sőt az azt megelőző egy év helyi újságcikkeiben is többen zászlajukra tűztek környezetvédelmi kérdéseket. Szervezett formában 1992. október 15-től kezdtek működni a környezetvédők, de az egyesület hivatalosan csak 1994. május 23-ával alakult meg; első elnöke Tamás Enikő kertészmérnök-újságíró volt. Az egyesület vezetését 1996-tól háromfős elnökség vette át, de ennek tagjai is sűrűn váltották egymást. 2006-2008 között az SKE elnöke Rétfalvi József önkormányzati képviselő volt, lemondása után az elnök Szeghy Krisztina lett.
A szervezet tevékenysége sokáig csak ténylegesen környezet- illetve természetvédelmi, környezeti nevelési témákra összpontosult: fórumokat, előadásokat, kiállításokat, falu- és pataktakarításokat szerveztek, felléptek a környezetet potenciálisan vagy ténylegesen veszélyeztető helyi vállalkozások tevékenysége ellen; részt vettek élőhely-felmérésekben és a solymári gyerekek környezeti nevelését segítő programok lebonyolításában, parkosításokban és játszótér-építésben, stb. Ettől függetlenül már az 1994-es, majd a 2002-es önkormányzati választáson is támogatták egy-egy képviselő-jelölt indulását, közülük Víg Ferenc 1994-ben mandátumot is szerzett az egyesület által támogatott közös jelöltként.

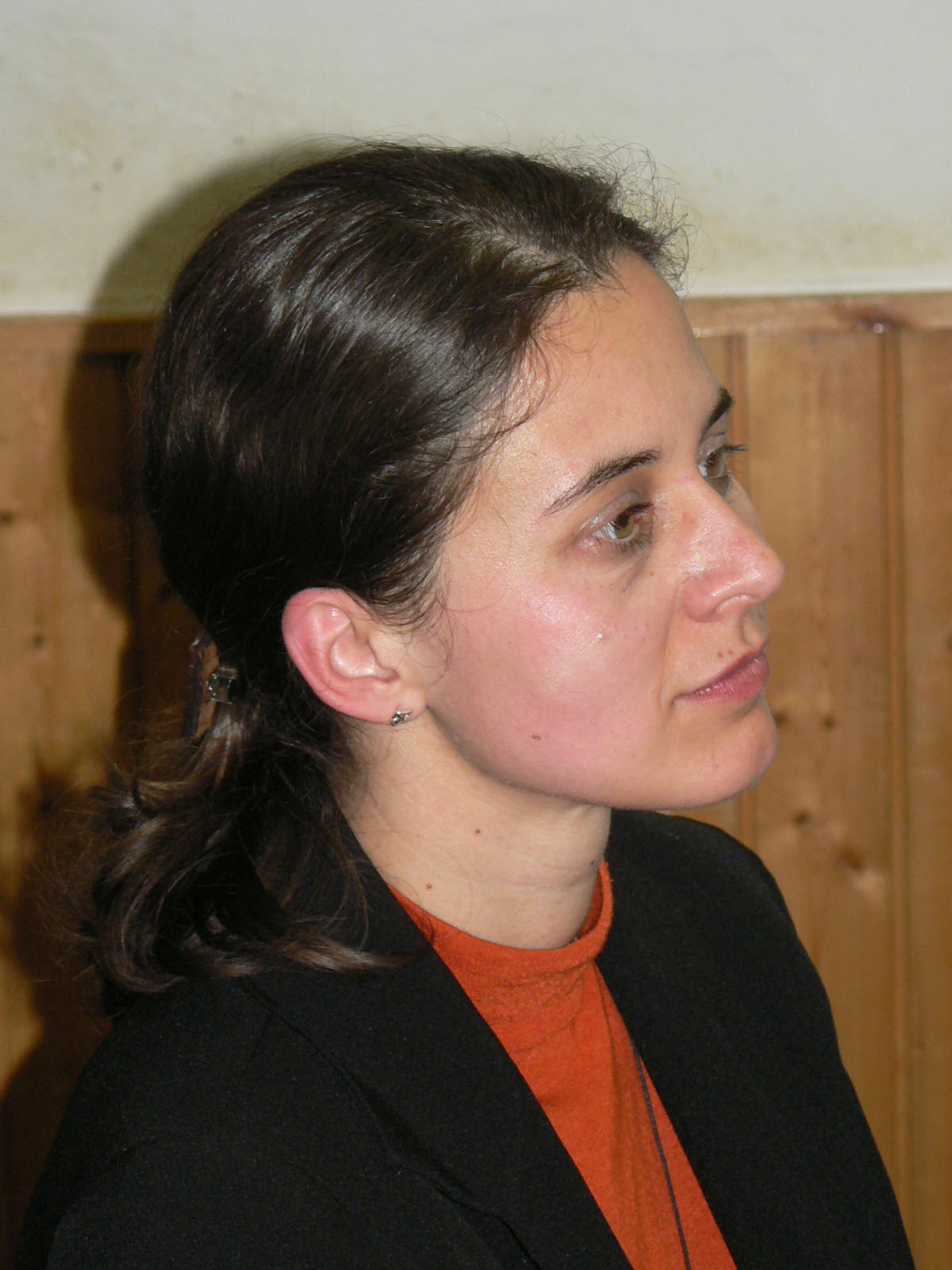
Szeghy Krisztina (2006)

Ennél komolyabb politikai tevékenységet vállalt az SKE a 2010-es önkormányzati választáson, amikor, kihasználva, hogy Solymár választástörténetében először a civil szervezeti keretek között induló jelölteknek kompenzációs mandátumok elnyerésére is lehetőségük nyílt, képviselő-jelölteket indított mind a nyolc helyi szavazókörben. A kompenzációs listás mandátumot – a listaállításra jogosult választási szervezetek közül első helyen – az egyesület listavezetője, Szeghy Krisztina elnök nyerte el, aki egyébként már 2006-ban is indult a választáson (még a Fidesz és a polgári körök szövetsége által támogatott független jelöltként), de akkor nem jutott be a testületbe. Szeghy Krisztina a négyéves mandátumát kitöltve elindult a 2014-es választáson is, ezúttal már az Együtt-PM színeiben, de nem jutott vissza a testületbe. Az egyesület, erősen megfogyatkozott létszámmal és aktivitással ugyan, de (facebook-os aktivitásából, valamint szórványos sajtó- és webes megjelenéseiből ítélve) a 2010-es évtized derekán még működött.
- Solymári Konzervatív Kör (SKK)

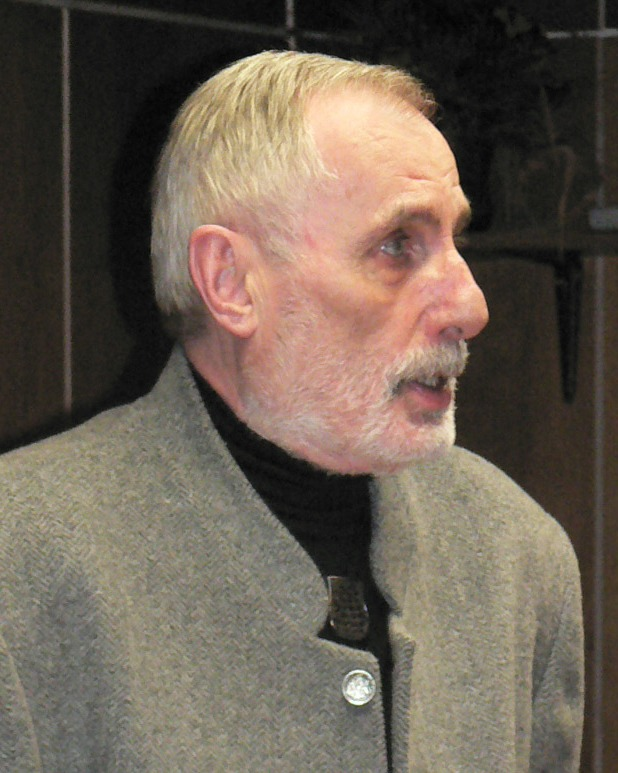
Veér Balázs

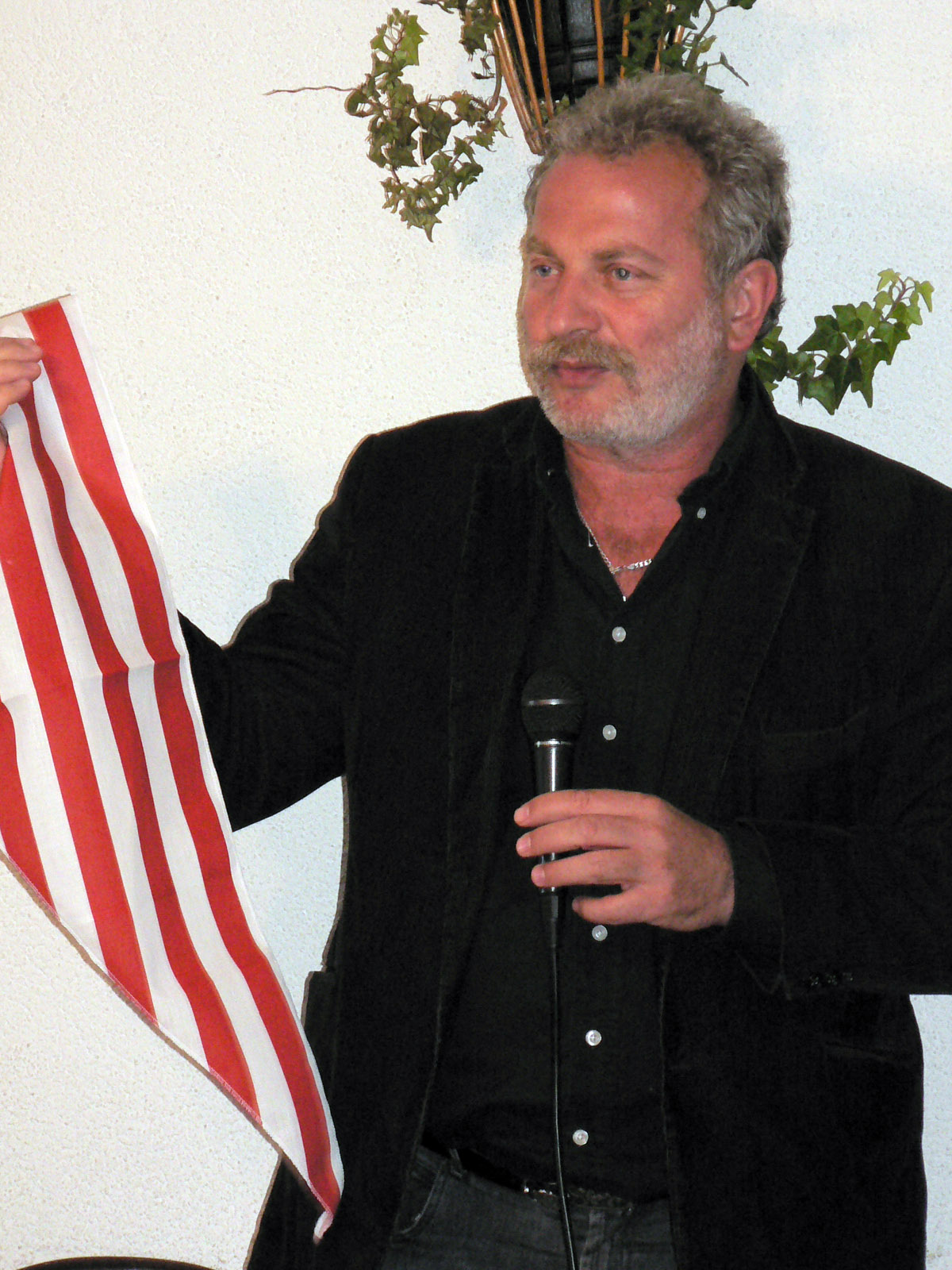
Bencsik András a Konzervatív Körben 2007-ben

1997-ben alakult nemzeti radikális szerveződés, amely a fénykorában, az ezredforduló körüli években heti rendszerességgel szervezett előadásokat, vitaesteket a település valamelyik éttermében (néha a kultúrházban, egy-két nagyobb rendezvény esetében a községháza tanácstermében, illetve a sportcsarnokban). Ezeken az évek során a parlamenti jobboldali és radikális pártok rengeteg politikusa, valamint számos, a nemzeti oldalhoz kötődő történész, szociológus, közgazdász, újságíró, stb. vett részt meghívott vendégként. Az SKK életre hívója Veér Balázs, a rendezvények vitavezetője Pirok Péter volt.

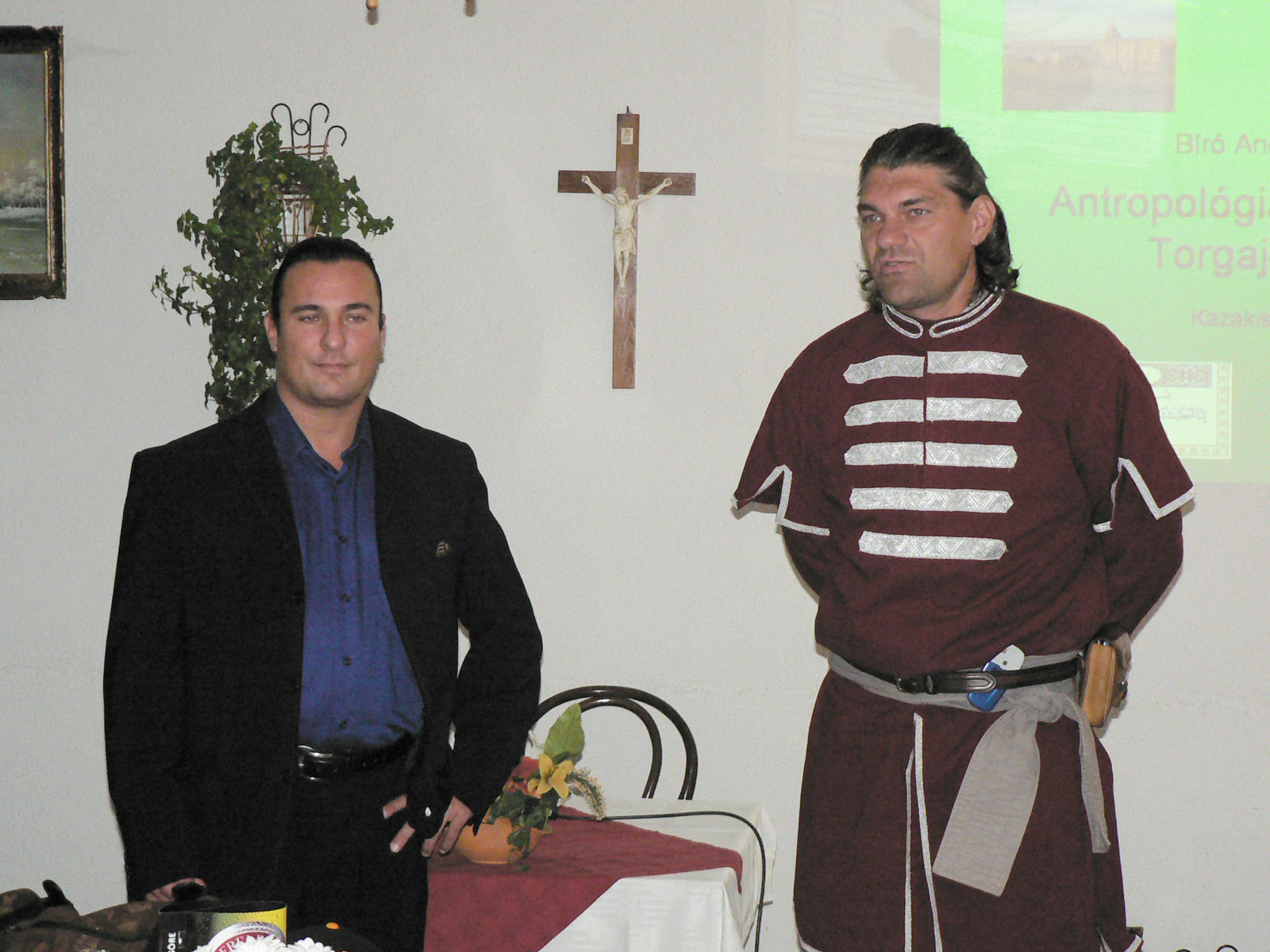
Bíró András Zsolt és Benis Miklós a Solymári Konzervatív Körben

2002-ben a szerveződés polgármesterjelöltet is kívánt indítani, előbb Szemkeö Judit, az első Orbán-kormány államtitkára, majd az ő visszalépése után Lányi Zsolt kisgazda politikus személyében; jelöltjüket a választást megelőző nyár végén, a politikai jobboldal egységes fellépése érdekében vonták vissza; vitavezetőjük képviselőjelöltként indult a választáson, de nem jutott mandátumhoz. 2008 után a civil szervezeti forma nélküli szerveződés aktivitása csökkenésnek indult, bár kisebb rendezvényeket még 2010 után is tartottak; működésüknek Veér Balázs 2013. március 1-jei halála vetett véget.
- Sólyomszem Alapítvány

Rövid életű civil alapítvány volt a településen, amely alapvetően a Sólyomszem című, a hivatalban lévő polgármesterrel és a képviselő-testület többségével szemben ellenzéki hozzáállású, többek között az ő leváltásukat célul kitűző, magánkiadású helyi lap kiadására jött létre 2001 körül; kuratóriumi elnöke Pálinkás György, a kurátorok egyike Dercsényi Péter 1990–94 közti solymári polgármester volt. A 2001 decemberében indult újság szűk másfél év utáni megszűnésével (2003. április) az alapítvány aktivitása is megszűnt.
- Polgári körök, Solymári Polgári Körök Szövetsége (SPKSZ)

2002. május 7-én, az elvesztett választás után Orbán Viktor a budai Várban tartott beszédében kérte híveit, hogy szervezzenek országszerte polgári köröket. Solymáron ez a felhívás kiváló táptalajra talált, a következő hetekben-hónapokban legalább másfél tucatnyi polgári kör alakult. Ezek elérhetőségét a Sólyomszem című helyi magánlap több lapszámon keresztül rendszeresen közreadta: már a 2002. május 31-én megjelent lapszámban is 4 polgári kör neve és telefonszáma szerepelt, augusztus végén pedig már 19 polgári körrel vehették fel a kapcsolatot az újság olvasói.
2002. nyarán a helyi polgári körök már szövetséget is alakítottak, és 2002. július 19-én a Solymári Polgári Körök Szövetsége – egy országos kezdeményezéshez csatlakozva – önálló megmozdulást is szervezett a solymári Templom téren, a Medgyessy-kormány és annak egyes intézkedései elleni tiltakozásképpen. A rendezvényen közreműködött Vona Gábor, a Jobbik vezetője, Lányi Zsolt kisgazdapárti politikus és Beregszászi Olga színművész-énekes, a tiltakozók petícióját Frajna Imre vette át.

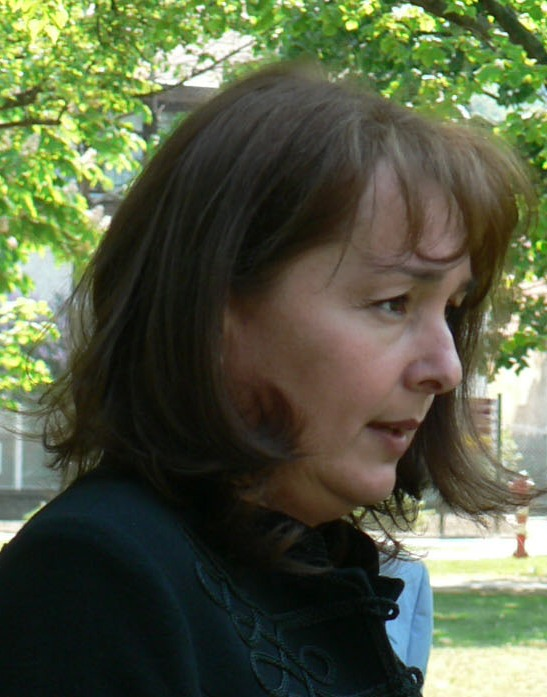
Cser Angéla egy 2007-es rendezvényen

A 2002. őszi önkormányzati választáson az SPKSZ jelöltállító szervezetként ugyan nem vett részt, de támogatta Budavári László polgármesterjelölt és több képviselőjelölt indulását. A kampány egy szakaszában az SPKSZ támogatását kérte (és rövid időre meg is kapta) egy 9 fős, független képviselőjelöltekből álló csoport is, melynek tagjai azonban deklarálták, hogy nem állnak ki egyik polgármesterjelölt mellett sem. A választás előtti hetekben ezért az SPKSZ ettől a „Fűzfa-csoport” nevet viselő jelölti körtől mégis megtagadta a támogatást.
2003-2004 körül a Solymári Polgári Körök Szövetsége rendszeres programokat is szervezett a polgári köri tagok és érdeklődők számára, sőt egyes fővárosi megmozdulásokon, jobboldali (tömeg)rendezvényeken is szervezetten vettek részt, 2005. február-márciusában pedig az országos gazdatüntetés résztvevőit segítették több mint egy héten keresztül élelmiszerrel és más módokon. Az SPKSZ volt az egyik kezdeményezője a solymári Wass Albert-szobor felállításának is, a szövetség vezetője, Cser Angéla pedig 2006-ban, majd az azt követő két önkormányzati választáson is képviselői mandátumot szerzett.
- Pax 2000 Alapítvány

Az eredetileg művészettámogatási céllal, 1999 körül megszervezett civil alapítvány 2003-tól kapcsolódott be a helyi közéletbe, a Szólj Már! című, a hivatalban lévő polgármesterrel és a képviselő-testület többségével szemben kritikus hozzáállású, a hivatalos önkormányzati kommunikációnál színvonalasabb tájékoztatást célul kitűző, magánkiadású helyi lap alapítójaként és fenntartójaként. Az öt tagú kuratóriumban tisztséget vállalt Enczmann László polgármester két korábbi, sikertelen kihívója, Emesz Lajos és Budavári László, valamint a helyi Fidesz-szervezet elnöke, dr. Bakcsy György is. A havilap a 2006-os önkormányzati választással lényegében elérte a regnáló polgármester leváltását és a képviselő-testület jelentős vérfrissítését, ezt követően a 2006. decemberi számmal megszűnt, a kuratórium elnöke pedig helyi fiataloknak adta át az alapítvány működtetését. 2007 márciusában a Pax 2000 Alapítvány alapította a település új, FixPont című havilapját, de a lapot már a második számtól az Összefogás a Magyar Családokért Egyesület adta ki, az alapítvány további sorsa nem ismeretes.
- Az IKSZ solymári szervezete

Az IKSZ solymári szervezete 2005 végén kezdett szerveződni, hivatalosan 2006 februárjában alakult meg, keresztény gondolkodású helyi fiatalokból, az ifjúsági közösségépítés erősítésének céljával. Már az első évtől kezdve több kisebb-nagyobb rendezvényt szerveztek a településen, illetve közreműködtek egyes IKSZ-szervezésű országos programok lebonyolításában is. A szervezet alapító elnöke Imrei Attila lett, akinek a munkáját két alelnök, Horváth Bence és Törcsi Péter segítette; a taglétszám az induláskori 6 főről kevesebb mint egy év alatt 25 főre nőtt. 2007 őszétől Törcsi Péter vette át a szervezet elnöki teendőit, helyére új alelnökként ifj. Palócz László lépett. 2010 utáni működésükről nem ismert publikált adat.